# قلي عميق
القليُ العميقُ أَو التَّحميرُ العَميقُ (بالإنجليزية: deep frying) هِيَ طَريقَةُ طَهيٍ يتمُّ فِيها غمرُ الطَّعامِ في دُهنٍ ساخنٍ -كان يُستخدم الشحم الحيواني تقليديًا، أما اليوم يُعَدُّ زيتُ الطَّهيِ أَكثرَ أَنواعِ الدُّهونِ شيوعًا- وذلك بخلاف القلي السطحي الذي يتم في المقلاة باستخدام كمية قليلة من الزيت. عادَةً ما تُستخدَم مِقلاةٍ عَميقةٍ معدةً لهذا الغرض. صِنَاعياًّ يتمُّ اِستِخدَامُ مِقلاةِ الضَّغطِ أَو المقلاةِ المُفَرَّغةِ مِنْ الهواءِ. يُمكِنُ أَيضاً إِجراءُ القَليِ العَميقِ منزليًا بِاستِخدَامِ زَيتٍ يتمُّ تَسخينُهُ في قَدرٍ. يُصَنَّفُ القَليُ العَميقَ ضمن أساليب الطهي بِالدُّهُونِ السّاخِنَةِ. ويتميَّز بأن الطعام يُطهى في القَليِ العَميقِ بِسُرعَةٍ، كما يتمُّ طَهيُ جَميعِ جَوانِبِ الطَّعامِ في وَقتٍ واحدٍ حَيثُ يَمتلكُ الزَّيتُ مُعَدَّلٌ مُرتَفِعٌ لِلتَّوصِيلِ الحَراريِّ.
لَم يتمَّ اختِراعُ مُصطلحِ «القَليِ العَميقِ» والعَديدِ مِنْ الأَطعِمَةِ الحَديثَةِ المَقليَّةِ حَتَّى القَرنِ التّاسِعَ عَشَرَ، وَلكِنَّ هَذِهِ الطَّريقَةَ كَانَت مَوجودَةً مُنذُ آلَافِ السِّنِينَ. تُشيرُ السِّجِلَّاتُ المُبَكّرةُ وَكُتَبُ الطَّهي إِلَى أَنَّ هَذِهِ الطَّريقةَ بَدَأَت فِي بَعْضِ الدّوَلِ الأوروبّيَّةِ قَبلَ أَن تتبنَّاها الدّوَلُ الأُخرَى وتصبح ممارسة شائعة.
يَحظَى القَليُ العَميقُ بِشعبيّةٍ فِي جَميعِ أَنْحَاءِ العالَمِ، حَيثُ تُمَثِّلُ الأَطعِمةُ المَقليّةُ عَمِيقاً نِسبَةً كَبيرَةً مِنْ الإستِهْلاكِ العالَميِّ لِلسُّعرَاتِ الحَرَارِيّةِ. العَديدُ مِن الأَطْعِمَةِ تُقلَى عَمِيقاً، وَتَطوّرَتْ الثّقافاتُ المُحيطَةُ بِاَلقَليِ العَميقِ وَخُصُوصاً فِي جَنوبِ الوِلاياتِ المُتحدةِ والمَملَكَةِ المُتحدةِ، حَيثُ العَديدُ مِنْ الفَعاليّاتِ كَاَلمُعارِضِ والْأَرقامِ القِيَاسِيّةِ اَلَّتِي تمَّ كَسرُها كَانَت مُتَعَلِّقَةً بِاَلقَليِ العَميقِ لِلطَّعَامِ والْمَوادِّ غَيرِ الصّالِحَةِ لِلأَكلِ كَاَلإِلِكتِرونيّاتِ.

## قلي العميق كيميائيا
الزيت القلي العميق أو تسخين الدهن
(Fat or Oil Heating (Deep Frying

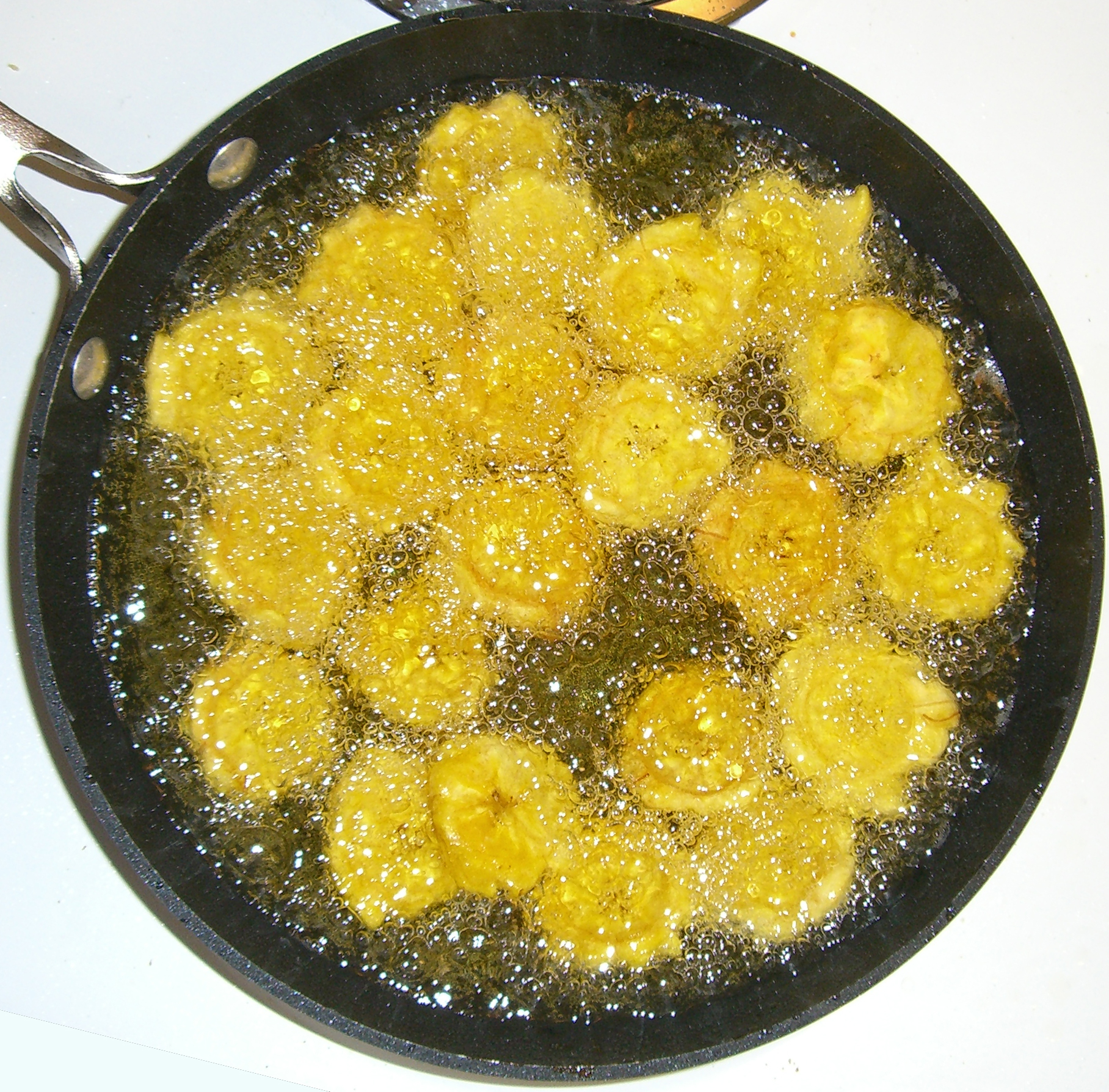
يقلى الموز في مقلاة بزيت الذرة

إن القلي العميق أحد طرق تحضير الأغذية المستعملة في المنزل وفي الصناعة، حيث تغطس اللحمة والسمك، والكعكة المحلاة (doughnut)، ورقائق البطاطا أو أصابع البطاطا في الدهن (الزيت) وتسخن لنحو 180 ° م، لمدة بضع دقائق، ليغدو الطعام طرية جاهزة للأكل. يطرأ على زيوت ودهون القلي تغيرات واسعة في خصائصها الفيزيائية والكيميائية بعد استعمالها في القلي لفترة طويلة. تشير البيانات إلى أن تسخين زيت الصويا المهدرج جزئيا وبسبب تفاعلات تدخل فيها الروابط المضاعفة، مما يؤدي إلى تناقص في العدد اليودي وإلى تغيرات في تركيب الحموض الدهنية. في حالة زيت الصويا يمكن القول إن حمض لينولييك وحمض لينولينيك أكثر الحموض تأثرة ويتشكل البيروكسيدات في درجات الحرارة المرتفعة ويطر عليها مباشرة تشطر مع تكوين مركبات هیدروکسي مما ينعكس بزيادة رقم الهيدروكسيل. وعلى هذا فإن تعيين رقم البيروكسيد لتقويم جودة الدهن أو الزيت في القلي العميق غير ملائم. تنبلمر ثلاثي أسيل غليسيرول غير المشبعة خلال التسخين مؤديا ذلك إلى زيادة الزوجة الدهن، ويتشكل مثنویات ومثلثیات، حيث يمكن متابعة زيادة هذه المكونات بكروماتوغرافيا التغلغل الهلامية (GPC).
وتعد هذه التقنية GPC وسيلة قيمة أولية لتحليل العدد الكبير من نواتج التفاعل المتشکله
العميق، سواء أطبقت قبل أو بعد التحليل الميتانولي للعينات. يمكن الاستمرار في إجراء التجزئة لاسترات الميثيل الموحودة من خلال تشكيل معقدات مع اليوريا، وتتجمع الحموض الدهنية الحلقية في السائل الطافي. تفصل استرات الميتيل المثنوية ب RP - HPLC ، وتحلل بعدها با GC / MS بعد إجراء مسيله لمجموعات OH . يحصل على عدد كبير من النواتج الطيارة وغير الطيارة خلال القلي العميق للزيت أو الدهن.
1- الأكسدة التلقائية لشحوم الأسيل المشبعة Autoxidation of Saturated Acyl Lipids:
تتناقص انتقائية الأكسدة التلقائية فوق الدرجة 60 ° م لأنه يجري على الهيدرو بيروكسيدات المتشكلة تحلل ذاتي معطية جذور هیدروکسي وألكرسي ذات فعالية عالية بما يمكنها من تحريد ذرات هيدروجين من الحموض الدهنية المشبعة. تعطي التفاعلات السابقة العديد من المركبات أمثلة عنها من ألدهيدات دميتيل كيتونات تشتق من ثلاثي ستيارين. هذا ويؤدي التدرك الحراري للحموض الدهنية الحرة إلى تشكيل صنفي المركبات السابقة. تتشكل الحموض الدهنية الحرة أما بحلهمة ثلاثي غليسيريد أو بأكسدة الألدهيدات.
يحصل على كيتونات الميتيل بالأكسدة بيتا المحرضة بالحرارة على أن يتبعها تفاعل نزع الكربوکسیل يحصل على الألدهيدات من تشدف هیدرو بيروكسيدات بالية انقسام في الموقع 8 التي تحدث بصورة غير نقائية في درجات الحرارة العالية. يسهل تدرك الألدهيدات غير المشبعة ذات الرابطة المضاعفة المتقارنة مع مجموعة الكربونیل خلال عملية القلي العميق العادلة. وتؤدي إضافة الماء إلى تشكيل 3 - هیدروکسي ألدهيد الذي ينشطر بتكاثف الألدول المحفز بالحرارة ومن الأمثلة على هذه الآلية تدرك (Z , E) -6,2- نونادايينال إلى (2) -4 - هبتينال وأسيت ألدهيد وتشطر 4,2 - دیکاديين إلى 2 - اوكتينال وأسيت ألدهيد.
إن بعض المركبات المتطايرة هي مصادر رائحة هامة، وبالذات (Z , E) و (E , E) -4,2- دیكادایینال المسؤولين عن النكهة السارة للقلي العميق. تتكون الألدهيدات السابقة بالتدرك الحراري لحمض لينولييك لذلك تعطى الزيوت والدهون التي تحوي هذا الحمض رائحة أفضل خلال القلي العميق من الدهون المهدرجة. وإذا سخن الدهن لفترة طويلة تعطى المركبات المتطايرة النابية رائحة غير مرغوبة.
2- البلمرة Polymerization:
تصاوغ في شروط القلي العميق الحموض الدهنية المختلفة بالروابط المضاعفة (isolenic) لتعطي حموضة دهنية متقارنة تتأثر بعملية إضافة حلقية في 4,1- لتعطي ما يسمى معقدات Diels - Alder
إذا تجاوزنا العيب الحاصل في الرائحة والطعم للزيت والدهن المعرض إلى التسخين لفترة طويلة بعد الزيت فاسد إذا بلغ فيه مستوى الحموض الدهنية المؤكسدة غير الذوابة في آثير البترول ك 1% (أو = 0.7 في درجة حرارة تدخين د 170 م). تختلف الزيوت والدهون في ثباتها تجاه الحرارة، فيزداد ثباتا ودرجة الروابط المضاعفة.
قصر السلسلة الجانبية لمشتقات سیکلوهکسان رباعية الاستبدال بالأكسدة إلى مجموعات أوكسو أو هیدروکسي أو کربوکسي. كما تتعرض حلقة سیکلوهکسين إلى نزع مباشر للهيدروجين وتتحول إلى حلقة عطرية، ويتشكل بالتالي مركبات لها علاقة ب. وتطرأ تغيرات على جذور الحمض الدهني أو جذور ثلاثي أسيل غليسيرول المتشكلة بتجريد الهدروجين في غياب الأكسجين وتتحول إلى مثنوي يتحول إلى بنية حلقية.
ونجد أن وجود الأكسجين يؤدي إلى تشكيل بوليميرات فيها روابط أثير وبيروکسید، ويمكن أن تضم مجموعات هیدروکسي أو كسو أو ایبوکسي وقد میزت البنيات الآتية من ضمن غيرها. إن المركبات السابقة غير مرغوبة في الزيت أو الدهن الذي تعرض إلى القلي العميق لأنها تنقص وبصورة دائمة خصائص نكهة الزيت والدهن كما تسلك مجموعات HO فيها كأنها عوامل خفض سطحي، أي أنها تشكل رغاوي.
التحلل بالإشعاع Radiolysis
تتشكل جذور الألكيل وأسیلو کسي خلال التحلل الإشعاعي لشحوم الأسيل، ولا تلبث أن تتفاعل بعدها معطية مركبات طيارة. ويعد تشكيل الألكانات والألكنات التي ينقصها ذرة أو ذرتي کربون عن حالة الأسيل الأصلي مكان اهتمام الكشف التشعيع.
لتحلل الإشعاعي لحمض بالميتيك، أوليك وستياريك. وقد برهن أن تراكيزها تزداد في الدهن مع زيادة الجرعة الإشعاعية ومثالها لحم الدواجن. تستعمل مجموعة أخرى من المركبات كدلائل على التشعيع، وهي ألكيل سيکلوبوتانونات، وتنتج من ثلاثي أسيل غليسيريد، ولا تتشكل بتسخين اللحم أو بالأحياء الدقيقة. وفي لحم الفروج الذي تعرض إلى جرعة شعاعيه KGy 1، أمكن كشف Mg 0.72 من 2 - دو دیسیل سیکلو بوتانون في كل غرام من الشحم. وهذا الدليل ثابت لأنه لم يتناقص خلال 18 يوما إلا بمقدار 15 % فقط.
تبلغ قوة الجرعة الإشعاعية المستخدمة لإزالة تلوث اللحوم والبهارات بين 3-30 kGy . ولذلك يتوقع حدوث التفاعلات الكيميائية المذكورة. ويستعمل في معالجة الخضار والفاكهة جرعات أقل كما في الأمثلة الآتية: إزالة تلوث الفاكهة والمكسرات kGy 0.5-0.15)، تثبیط تبرعم البطاطا والبصل والثوم (KGy 0.2-0.15)، تأخير نضج الموز والمانغو والبابايا (KGy 0.12-0.75) وهذا ما يجعل الكشف الكيميائي للإشعاعات في هذه الأغذية هامة شديدة الصعوبة.

## الفرق بين القلي السطحي والقلي العميق
القلي طريقة طهي تستخدم حرارة وسط الطهي لتحضير الطعام. يختلف هذا عن الغليان والخبز والشوي لأنه يسمح بطهي المواد الغذائية لامتصاص الدهون من زيت الطهي. هناك طريقتان لقلي الطعام. يمكن للمرء إما قلي المواد الغذائية أو قليها عميقًا. هناك اختلافات واضحة بين القلي والقلي العميق، على الرغم من وجود أسباب صحية تملي اختيار الطهي بين القلي والقلي العميق. تحاول هذه المقالة إبراز هذه الاختلافات.

### القلي السطحي
القلي أو القلي السطحي أو البسيط ويسمى أيضا تحمير طاسة. هذا نوع من القلي يستخدم كميات قليلة من الزيت تكفي فقط لطهي الطعام. لا يتم غمر المواد الغذائية في الزيت، وتبقى تحت السطح السفلي للصنف. يحتاج المرء إلى الاستمرار في التقليب لتنظيم الزيت لأنه بكميات صغيرة أثناء القلي. تظل المواد الغذائية معرضة للهواء من الأعلى والجوانب، وتظل درجة الحرارة حوالي 350 درجة فهرنهايت.
ومن الامثلة على هذه الطريقة قلي الخضار (السوتيه) وتكون بتحضير الخضار بالشكل والحجم المطلوب ثم وضعها في المقلاة الموجود فيها زيت وقليلا من الزبدة ثم تقليبها أكثر من مرة مع ملاحظة ان التقليب يكون عن طريق تحريك المقلاة نفسها وليس عن طريق مغرفة. كذلك يتم قلي البيض بهذه الطريقة وبعض اللحوم أو الدجاج كتحضيرات اوليه لاكمال طريقة طبخ بعض الوجبات مثل الدجاج المسحب و......
يجب أن تكون قاعدة المقلاة ثقيلة ويستعمل فيها قليل جدا من الزيت.
توضع المقلاة على النار حتى تسخن ويوضع قليل جداً من الزيت أو الزبدة ثم يضاف اللحم أو الخضر المراد تحميرها.
تُهز المقلاة باستمرار حتى يقلب اللحم أو الخضار وبذلك يحمر من جميع الجهات دون أن يلتصق بالمقلاة يضاف قليل من الماء فوق الطعام المحمر ويترك على نار خفيفة جدا، وتغطى المقلاة حتى ينضج الطعام.

#### القلي العميق
القلي العميق هو تقنية يتم فيها غمر المواد الغذائية المراد طهيها في الزيت، واستخدام كميات كبيرة من الزيت. تعد البطاطس المقلية ورقائق البطاطس التي يحبها الناس من جميع الأعمار حول العالم أفضل الأمثلة على القلي العميق. لا تتعرض المواد الغذائية للهواء وبالتالي يتم طهيها بشكل أسرع بكثير من القلي الضحل. درجات الحرارة التي يتم الوصول إليها مع القلي العميق حوالي 400 درجة فهرنهايت. تنقع اللحوم أو الخضار المقلية بعمق في الكثير من الدهون من زيت الطهي، وبالتالي فمن المنطقي تصريف أكبر قدر ممكن من الزيت قبل الاستهلاك. المواد الغذائية المطبوخة من خلال القلي العميق تكون مقرمشة من الخارج لكنها تحتفظ بعصائرها من الداخل.
ومن امثلته قلي الخضار مثل البطاطا والزهرة والباذنجان وذلك بتحضير هذه الخضار كالغسيل والتقشير والتقطيع ثم وضعها في اناء القلي اولا بأول ويستدل على نضجها بتغير لون الخضار.
قلي الدجاج واللحوم مثل البروستد والبنيه ويكون بتحضير الوجبة من القرشلة والبيض ومن ثم وضعها في الثلاجة لفترة لا تقل عن ساعتين أو في المجمد لفترة لا تقل عن ساعة ومن ثم وضعها في المقلى بعد ان يصل الزيت إلى درجة الحرارة المناسبة للقلي وتوضع قطعة قطعة وليس مرة واحدة حتى نحافظ على درجة حرارة الزيت مرتفعة ويجب اخراجها كذلك لتفادي قلي بعض القطع أكثر من اللازم.
يجب أن تكون المقلاة من المعدن الحديدي السميك الذي يحتفظ بالحرارة ويحافظ عليها، فالقلايات الألمنيوم لا تساعد على إنجاح فكرة وطريقة حماية الأكل من الشرب بالزيت. كما يجب أن تكون المقلاة كبيرة وتغطي النار، لكيلا تشتعل النار مع هذا الزيت في المقلاة. ولا بد من وجود ميزان حراري لقياس حرارة الزيت وهذا مهم جداً، ومغرفة مشبكة تسمح بمرور الزيوت عند حمل المقليات خارج المقلاة.
استخدام زيت نظيف، ويمكن استخدام زيت قلي سابق إذا لم يخرج منه دخان احتراق عند تسخينه، ويجب ان لا تزيد كمية الزيت في المقلاة على نصفها لكيلا يتطاير الزيت عند الغليان إلى النار.
يحمى الزيت إلى درجة 185 درجة مئوية وعندما تصل الحرارة إلى هذا المستوى يبدأ إسقاط الأكل المطلوب قليه قطعة قطعة في هذا الزيت الساخن، ويجب أن لا توضع الكمية المطلوب قليها دفعة واحدة، لأن ذلك سيخفض درجة حرارة الزيت لأن الطعام يمتص كمية من الزيت إذا انخفضت درجة حرارة الزيت عن 185 درجة مئوية
يجب أن تكون القطع المطلوب قليها بحجم واحد تقريبا وتخرج من المقلاة بالترتيب نفسه الذي أسقطت فيه للقلي.
يجب إخراج المواد الغذائية من القلاية عندما يوشك أن ينتهي خروج الماء من الطعام، أي أن عليك إخراجه وهو لايزال يخرج أصوات القلي المعروفة
يجب أن توضع المقليات في وعاء منخّل من الأسفل وموضوع فوق وعاء آخر ليسمح بسقوط قطرات الزيت كاملة وابتعادها عن المادة الغذائية، ولا يجوز وضع الاكل فوق ورق عادي أو قماش لشفط الدهون فهذه عملية خاطئة حيث إنها ليست إلا وسيلة لتشبع الأكل بالزيت.
القلي السطحي مقابل القلي العميق
• يتطلب القلي والقلي العميق حرارة الزيت لطهي الطعام، لكن الاختلاف الرئيسي يكمن في كميات الزيت المستخدمة. تستخدم القلي أو القلي بكميات قليلة جدًا من الزيت، بينما يتطلب القلي العميق غمر الطعام تحت الزيت الساخن.
• القلي يجعل الطعام معرضًا للهواء وبالتالي يستغرق وقتًا أطول للطهي، بينما في القلي العميق، لا يوجد تعرض للهواء وبالتالي الطهي بشكل أسرع.
• يمكن أيضًا طهي جميع المواد الغذائية التي يمكن قليها في المقلاة.
• يوجد امتصاص أعلى للدهون من خلال المواد الغذائية التي يتم طهيها من خلال القلي العميق مقارنةً بالقلي فقط.
• القلي العميق يطبخ الأطعمة أسرع من القلي.
أفضل الزيوت للقلي العميق
هناك العديد من الزيوت التي تصلح لهذا النوع من القلي، فعند اختيار الزيت لابد وأن يكون مذاقه محايدة وأن تكون نقطة التدخين / نقطة الدخان عالية لديه " Smoke point "، ونقطة التدخين هي درجة الحرارة التي يبدأ معها انبعاث الدخان من الزيت عند سخونته.
ومن أنواع الزيوت التي تمثل خيارات أفضل القلي العميق، هي:
- زيت العصفر .
-زيت عباد الشمس.
-زيت الفول السوداني.
-زيت بذرة العنب .

## فوائد القلي العميق وأضراره
¤ لها فوائد مختلفة بالنسبة للأشخاص الأصحاء:
1- أسهل طرق تحضير الغذاء.
2- تحسن من مظهر ونكهة وطعم ورائحة الطعام، مما يجعله شهياً وأكثر قبولاً
3- يقتل القلي الجراثيم التي يمكن أن يحملها الطعام من البيئة التي كان موجودا بها من ماء وهواء وتراب.
4- يسهل ويحسن القلي من عملية مضغ وهضم المواد الغذائية.
5- يساعد القلي على تخليص المواد الغذائية البروتينية كاللحوم، والمواد الكربوهيدراتية كالبطاطا من بعض الماء الموجود في تركيبتها وتغليفها بطبقة دهنية، مما يساعد على حفظها من التلف لمدة أطول، مع ملاحظة ان قلي البطاطس يؤدي لظهور مادة (الأكريلاميد) التي تتسبب في الإصابة بالسرطان وأن نقع البطاطا في الماء قبل قليها يقلل من نسبتة .
أن استخدام نوع من الزيوت للقلي قد يكون أكثر فائدة من غيره، وكذلك أن عدد المرات التي تعيد فيها استخدام الزيت للقلي له تأثير واضح على الصحة.
¤ خطورة القلي (أضرار)
1- زيادة فرص الإصابة بأمراض القلب
يعتمد صنع زيت القلي على الدهون غير الصحية بشكل أساسي، والتي تسبب ارتفاع مستويات الكوليسترول الضار في الدم وكذلك تزيد من مخاطر انسداد الشرايين والإصابة بأمراض القلب والأوعية الدموية.
2- الإصابة بالسمنة
يؤدي الإفراط في استخدام زيت القلي إلى زيادة احتمالية الإصابة بالسمنة، حيث تمتص الأطعمة المقلية كميات كبيرة من الزيت أثناء القلي، وهو ما يؤدي إلى زيادة الوزن بشكل كبير وتكدس الدهون في مناطق مختلفة بالجسم.
ويمكن أن تؤدي السمنة لمخاطر صحية عديدة مثل الإصابة بارتفاع ضغط الدم ومرض السكري من النوع الثاني وكذلك أمراض القلب والأوعية الدموية ومشاكل العظام والمفاصل.
3- زيادة مخاطر الإصابة بالسرطانات
تحتوي أغلب أنواع الزيوت على نسبة كبيرة من الأحماض الدهنية المتعددة غير المشبعة، وهذه الأحماض يمكن أن تسرع من الإصابة بالسرطانات، على عكس أحماض الأوميغا 3 التي تحمي الجسم من السرطان، والتي تتوفر في زيت الزيتون.
4- أضرار بالكبد والكلى
نظراً لاستخدام مبيدات الأعشاب ومبيدات الافات في الممارسات الزراعية، فيمكن أن يؤثر على زيت الذرة الذي يستخدم في القلي، مما يزيد من فرص إصابة الكبد بمشاكل صحية. كما أن زيت القلي والأطعمة المقلية عموماً تؤثر على وظائف الكلى وتصيبها بخلل، ويمكن أن تسبب الإصابة بالفشل الكلوي الذي يعتبر من الأمراض الخطيرة.
5- ارتفاع مستويات السكر في الدم
تتسبب المقليات في ارتفاع مستويات السكر بالدم، كما أنها تشكل خطورة على صحة الشخص المصاب بمرض السكري، حيث أنه عند تعرض الزيوت النباتية لدرجة حرارة القلي المرتفعة، تتحول من زيوت غير مشبعة إلى زيوت مشبعة، وفي هذه الحالة تصبح ضارة جداً بالصحة، وترفع مستويات السكر في الدم.
= القلي بالزيت مرات عديدة تؤدي إلى حدوث العديد من التفاعلات الكيميائية التي تؤدي إلي تكون مركبات كيميائية سامة بالغذاء، وحدوث تحطم وتكسير للفيتامينات الموجودة بالزيت الذي أستخدم في عمليات القلي، ومنع امتصاص الدهون بالجسم، وقد تسبب نشاط مسبب للسرطان إذا استعملت في التغذية.
،
كما يفضل عدم استخدام زيوت القلي لأغراض الطبخ، وعدم استخدام قلاية من النحاس والحديد الغير معالج، لأنهما منشطان قويان لأكسدة الدهون، كما يجب عدم رفع حرارة الزيت أو الدهون فوق 180ْم قبل وضع المادة الغذائية فيه، وإنما يفضل تسخين الزيت ببطء وتخفيض درجة الحرارة بين فترة وأخرى بين 95ْ إلى 120ْم.
ومن المهم التأكد من سريان صلاحية هذه الزيوت، فهناك دلائل أولية لمعرفة مدى صلاحية الزيت بعد الاستعمال، منها ظهور رائحة التزنخ غير المقبولة، وعندما يكون لون الزيت غامقا، يبدأ في تكوين دخان أثناء التسخين، أن إعادة تسخين الزيت كل مرة يؤدي إلى تحلله وإطلاقه مواد دهنية يمتصها الطعام المقلي الذي يدخل الجسم ويسهم في رفع ضغط الدم، إلا أن زيت الزيتون هو الأقل ضررا من هذه الناحية حيث إنه الأبطأ تحللاً من بين جميع الزيوت.

## التاريخ
التعبير الإنجليزي (القلي العميق) معروف منذ أوائل القرن العشرين.
أما من حيث الممارسة، فقد عُرف القلي العميق منذ العصور القديمة، إذ كانت عجينة مقلية تُعرف باسم “زلابية” (Zalabiyeh) تُؤكل في كنعان في أواخر الألفية الثانية قبل الميلاد، كما أن قلي الطعام بزيت الزيتون موثقًا في اليونان الكلاسيكية منذ حوالي القرن الخامس قبل الميلاد. يقدّم كتاب الطبخ الروماني “أبيكيوس” (Apicius)، الذي يعود إلى القرن الخامس الميلادي، وصفةً لدجاج مقلي بعمق مع صلصة كريمية تُسمى Pullus leucozomus.
انتشرت ممارسة القلي العميق إلى أجزاء أخرى من أوروبا والجزيرة العربية في القرون التالية. وصلت الأطعمة المقلية مثل كعك القمع إلى شمال أوروبا بحلول القرن الثالث عشر، كما ظهرت وصفات الأسماك المقلية في كتب الطبخ في إسبانيا والبرتغال في نفس الفترة تقريبًا. وصلت الفلافل إلى الشرق الأوسط من هجرات السكان من مصر في أقرب وقت ممكن في القرن الرابع عشر.
أصبحت البطاطا المقلية بطاطا مقلية، التي اختُرِعَت في أواخر القرن الثامن عشر، شائعة في أوروبا الغربية في أوائل القرن التاسع عشر. في عام 1860 قام جوزيف مالين بدمج السمك المقلي مع الرقائق (البطاطس المقلية) لافتتاح أول متجر للسمك والبطاطا في لندن.
بدأ القلي العميق بصورته الحديثة في الولايات المتحدة في القرن التاسع عشر مع تزايد شعبية الحديد الصلب المصبوب، لا سيما في مناطق الجنوب الأمريكي مما أدى إلى تطوير العديد من الأطباق المقلية الحديثة. اختُرِعت الدونات في منتصف القرن التاسع عشر، بينما ظهرت أطعمة مثل حلقات البصل والديك الرومي المقلي والسجق في أوائل القرن العشرين. في السنوات الأخيرة، أدى نمو الوجبات السريعة إلى توسيع نطاق وصول الأطعمة المقلية، وخاصة البطاطا المقلية التي أصبحت من أكثر الأصناف استهلاكًا عالميًا.

## الأسلوب

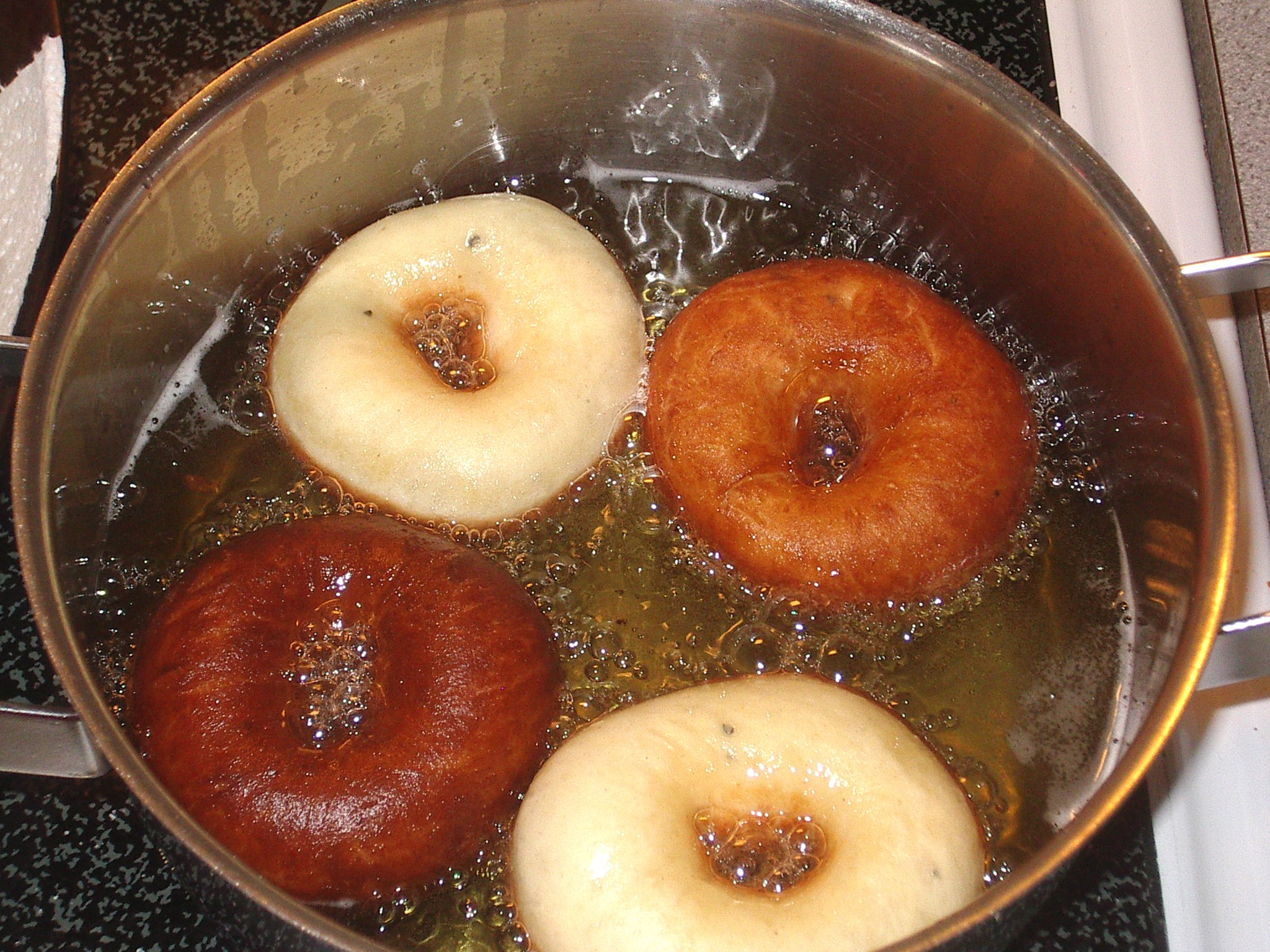
القلي العميق لاعداد أحد انواع الدونت المسمى Smultring

يُعرَّف طعام القلي العميق بأنه عملية يتم فيها غمر الطعام تمامًا في الزيت الساخن عند درجات حرارة تتراوح عادةً بين 350 درجة فهرنهايت (177 درجة مئوية) و375 درجة فهرنهايت (191 درجة مئوية)، ولكن يمكن أن يصل زيت القلي العميق إلى درجات حرارة تزيد عن 400 درجة فهرنهايت (205 درجة مئوية) إحدى الطرق الشائعة لتحضير الطعام للقلي العميق تتضمن إضافة طبقات متعددة من الخليط حول الطعام، مثل دقيق الذرة أو الدقيق أو التمبورا؛ يمكن أيضًا استخدام فتات الخبز.
في حين أن معظم الأطعمة تحتاج إلى طبقات من عجين (الدقيق) للحماية، إلا أنها غير ضرورية للنودلز والبطاطا المطبوخة لأن محتواها العالي من مادة النشا يمكّنها من الاحتفاظ بمزيد من الرطوبة ومقاومة الانكماش والتقلص. يمكن طهي اللحوم قبل القلي العميق للتأكد من نضجها من الداخل مع الحفاظ على العصارة.
عند إجراء القلي العميق بشكل صحيح، لا يجعل الطعام دهنيًا بشكل مفرط، لأن الرطوبة الموجودة في الطعام تمنع الزيت. يسخن الزيت الساخن الماء داخل الطعام ويبخره؛ لا يمكن للزيت أن يسير عكس اتجاه هذا التدفق القوي لأن بخار الماء (بسبب درجة حرارته العالية) يدفع الفقاعات نحو السطح. طالما أن الزيت ساخن بدرجة كافية ولم يتم غمر الطعام في الزيت لفترة طويلة، فسيظل تغلغل الزيت محصورًا في السطح الخارجي. عادةً ما تمتص الأطعمة المقلية في درجات حرارة مناسبة «ما لا يزيد عن ملعقتين كبيرتين لكل كوبين ونصف من الزيت» المستخدمة.معدل امتصاص الزيت هذا هو نفسه تقريبًا كما يحدث مع القلي الضحل كما هو الحال في المقلى (pan).
مع ذلك، إذا تم طهي الطعام في الزيت لفترة طويلة، فسيتم فقد الكثير من الماء وسيبدأ الزيت في اختراق الطعام. تعتمد درجة حرارة القلي الصحيحة على ثخانة ونوع الطعام، ولكن في معظم الحالات تتراوح بين 350-375 درجة فهرنهايت (177-191 درجة مئوية). يتضمن الاختبار غير الرسمي لدرجة حرارة قريبة من هذا النطاق إضافة كمية صغيرة من الدقيق في الزيت ومراقبة ما إذا كان يصدر أزيزًا دون احتراق على الفور. يتضمن الاختبار الثاني إضافة قطعة واحدة من الطعام إلى القلي العميق ومشاهدتها تغرق إلى حد ما ثم ترتفع مرة أخرى. يشير الغرق دون ظهور السطح إلى أن الزيت بارد جدًا؛ عدم الغرق على الإطلاق يشير إلى أن الزيت ساخن جدًا.
يتم التوصية بتنظيف المقالي العميقة كثيرًا لمنع التلوث. يمكن أن يتم تلويث أيضًا الأسطح المجاورة خلال عملية الطهي بالزيت حيث انه قد يتناثر الزيت في المناطق المجاورة. يمكن أن تتكثف أبخرة الزيت أيضًا على الأسطح البعيدة مثل الجدران والأسقف. يمكن للمستلزمات مثل منظف الأطباق وصودا الخبز أن تنظف الأسطح الملوثة بشكل فعال.

## الأدوات المستخدمة
يتم القلي العميق باستخدام مقلاة عميقة أو مقلاة مثل مقلاة ووك أو مقلاة أو فرن هولندي أو قدر من الحديد الزهر الصلب. تشتمل الأدوات الإضافية على سلال القلي، والتي تُستخدم لاحتواء الأطعمة في مقلاة عميقة ولتصفية الأطعمة عند إزالتها من الزيت، ومقاييس حرارة الطهي المستخدمة لقياس درجة حرارة الزيت cooking thermometers. يمكن استخدام الملاقط والملاعق المشقوقة والملاعق الخشبية والمناخل لإزالة أو فصل الأطعمة عن الزيت الساخن. تشمل أدوات القلي العميق اليابانية عيدان طعام معدنية طويلة؛ وعاء القلي العميق الياباني agemono-nabe، وهو ثقيل للاحتفاظ بالحرارة وعميق للاحتفاظ بالزيت. ومغرفة شبكة Ami jakushi المستخدمة في إخراج حطام الخليط؛ ووعاء تجفيف الزيت السماة abura kiri.
.

Deep frying tools
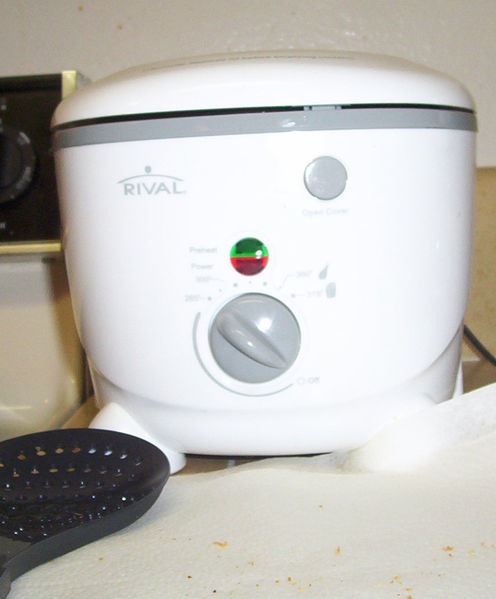
مقلاة عميقة بملعقة مثقوبة لإزالة الأطعمة من الزيت الساخن
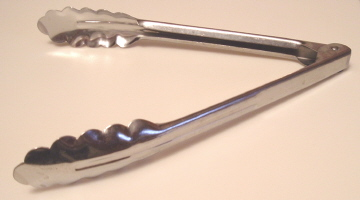
ملقط الدجاج واللحوم
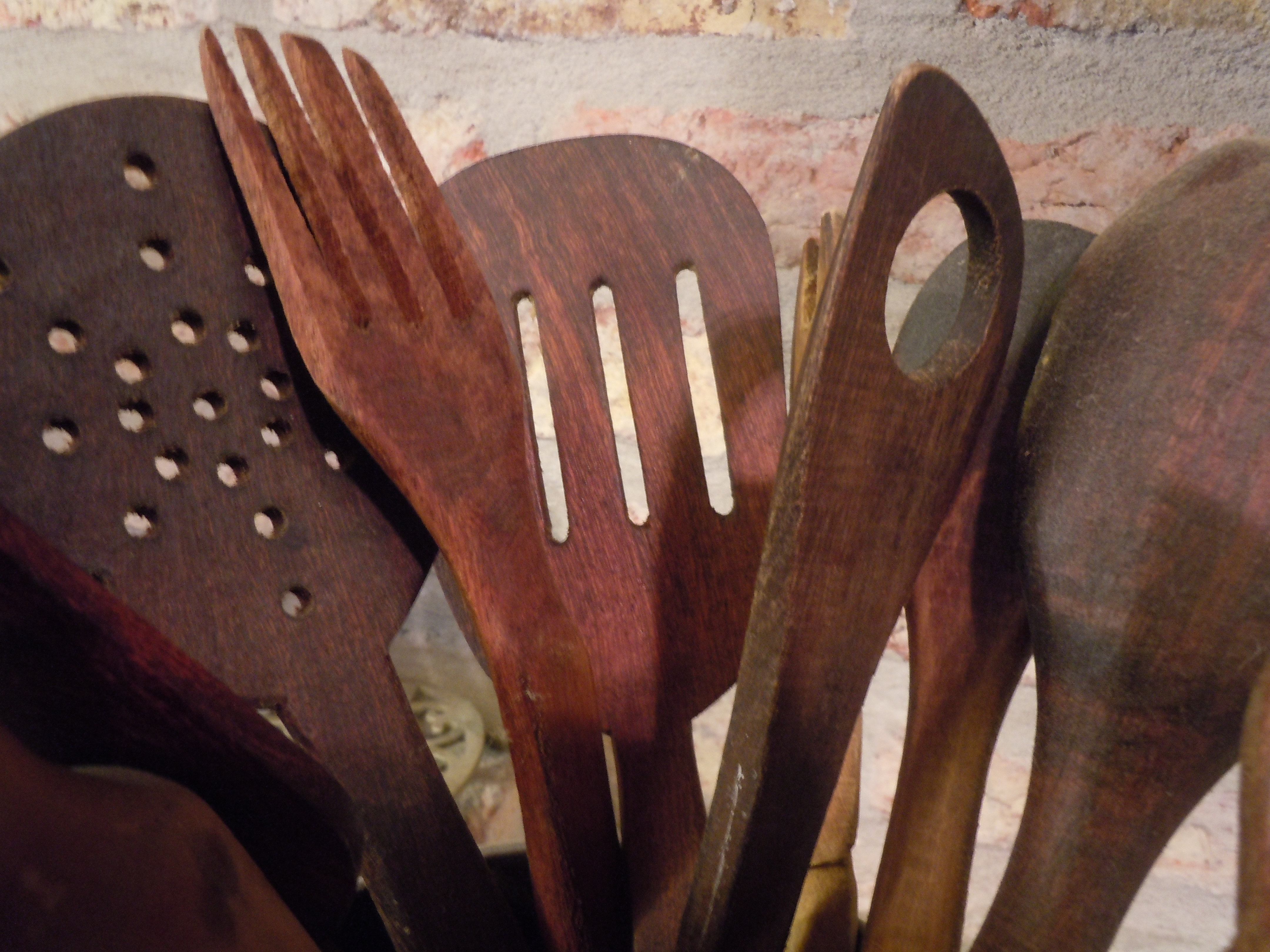
ملاعق خشبية مشقوقة ومثقبة
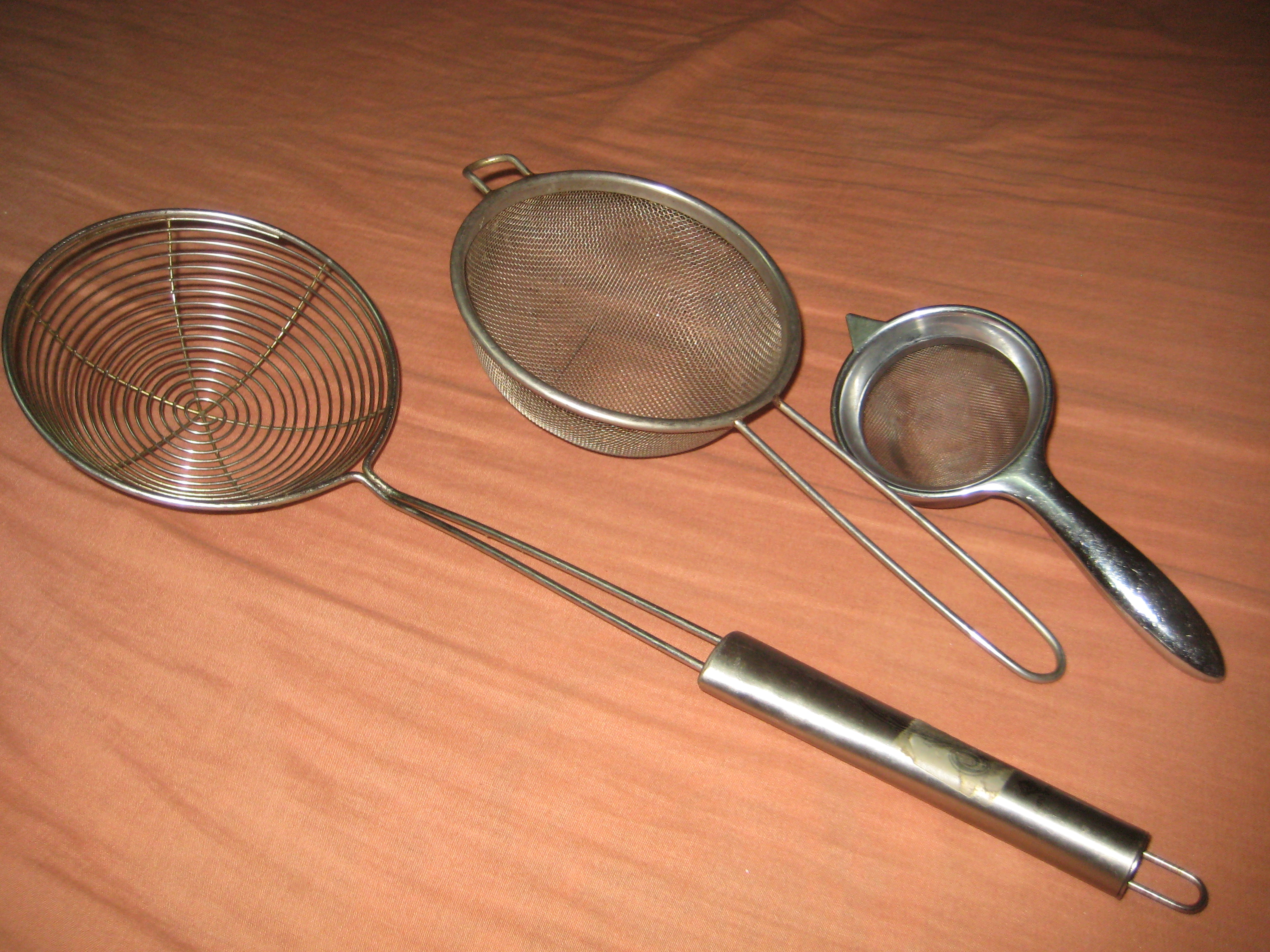
مصافي يدوية
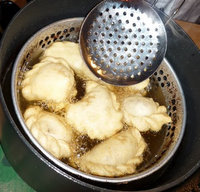
مصفاة تستخدم في تحضير إمباناداs
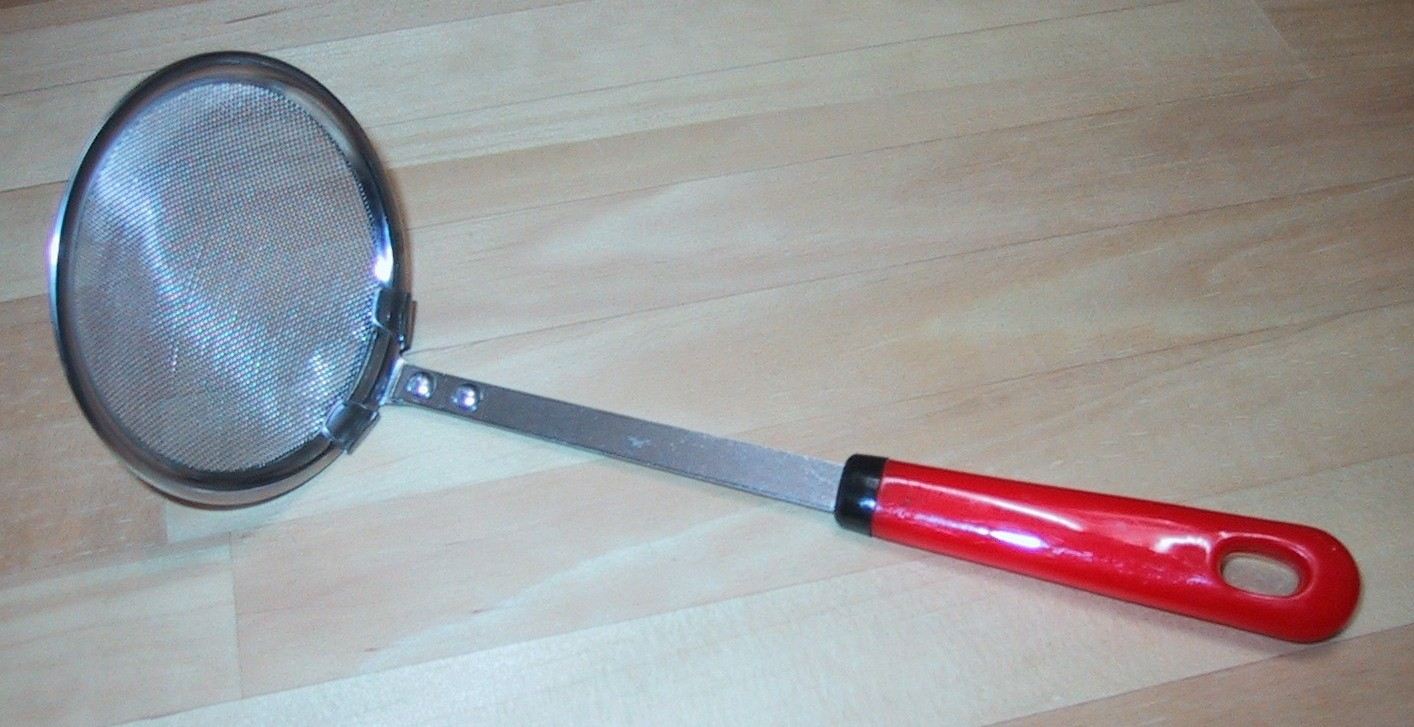
ami shakushi عبارة عن مغرفة أو مغرفة يابانية يمكن استخدامها لإزالة قطرات صغيرة من الخليط أثناء قلي التيمبورا.

## الأطباق والأطعمة والثقافة
تعتبر الأطعمة المقلية شائعة في العديد من البلدان كافة، وقد وُصفت أيضًا بأنها «عنصر أساسي في جميع مطابخ الشوارع تقريبًا في جميع القارات». هناك المئات من الأطباق المرتبطة بالقلي العميق لأن معظم الأطعمة يمكن أن تكون مقلية. تشمل أمثلة الأطعمة التي يمكن قليها عميقًا اللحوم والدواجن والأسماك والخضروات. السمك والبطاطا على سبيل المثال يجمع بين السمك المقلي والبطاطا المقلية. البطاطا المقلية والكعك وحلقات البصل وhushpuppies من الأطعمة المقلية الشائعة. تشمل الأطعمة المقلية الأخرى الشائعة فطائر يو بينج الصينية المقلية، وجين ديوي في جنوب شرق آسيا، والتمبورا اليابانية. تشمل الأطعمة المقلية الأقل شيوعًا أوراق القيقب وزبدة الفول السوداني وشطائر الجيلي والبيتزا وألواح السنيكرز.
في الولايات المتحدة تشير شيكاغو تريبيون في تقرير إلى أنه «يمكنك قلي أي شيء تقريبًا». تمت الإشارة إلى الجنوب الأمريكي كمركز حديث للابتكار في مجال الأطعمة المقلية. وفقًا لمالك مطعم القلي العميق في الجنوب، «إذا كان شيء ما صالحًا للأكل، فيمكنك المراهنة على أن شخصًا ما جنوبي خط ماسون ديكسون قد حاول طهيه بالزيت».

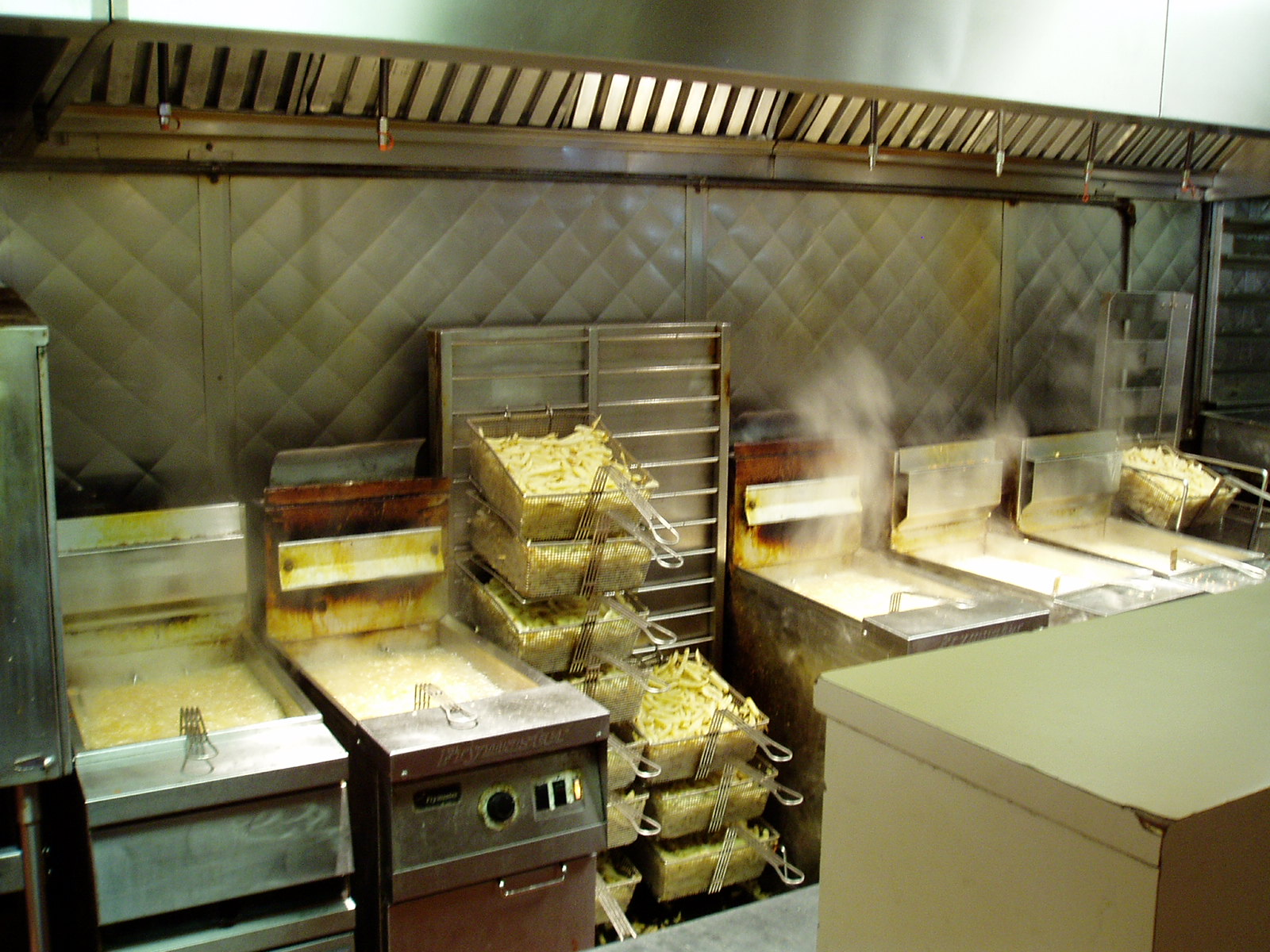
يتم طهي البطاطا المقلية في صف مقالي عميقة
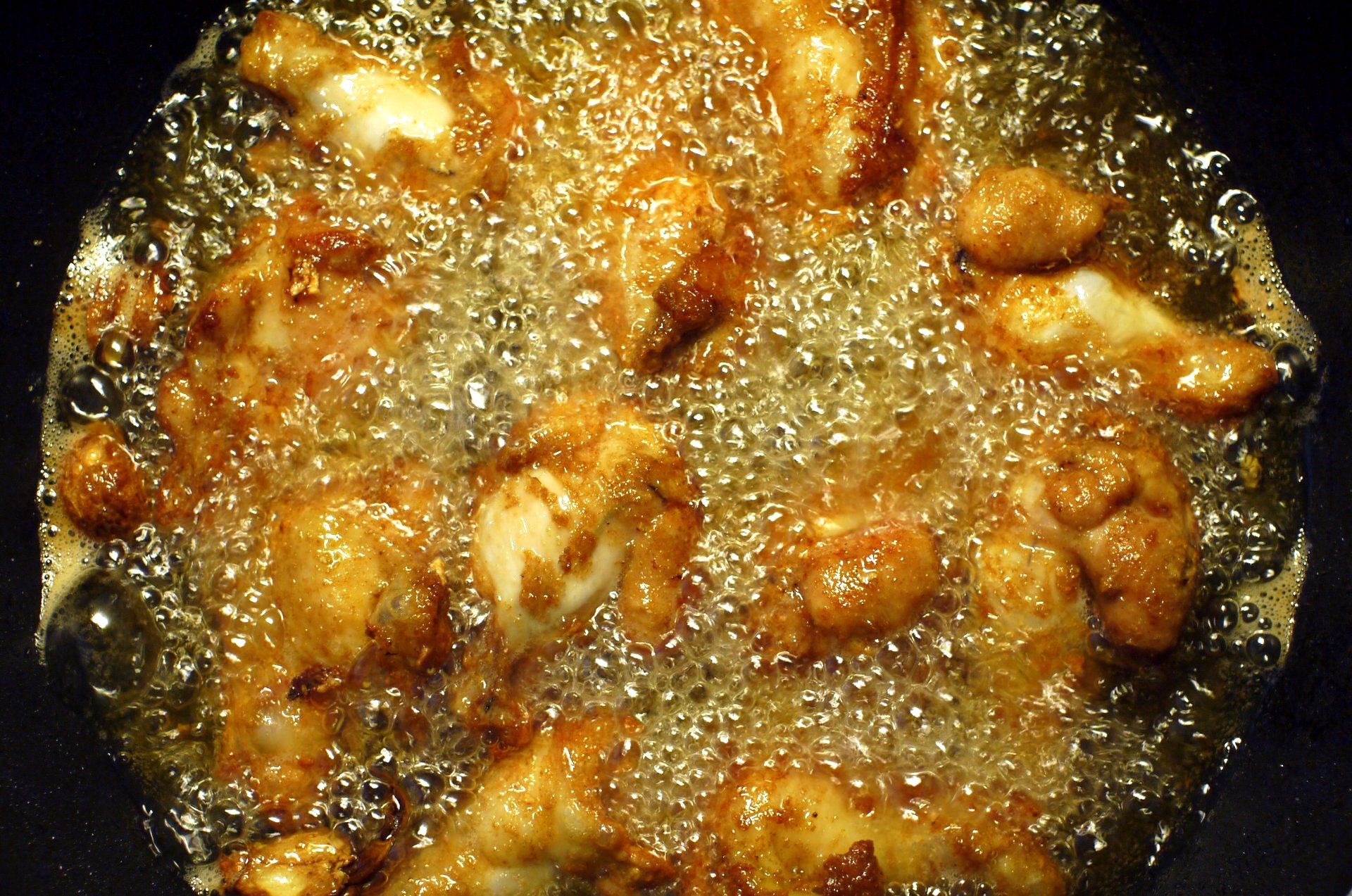
القليي العميق للدجاج في pan
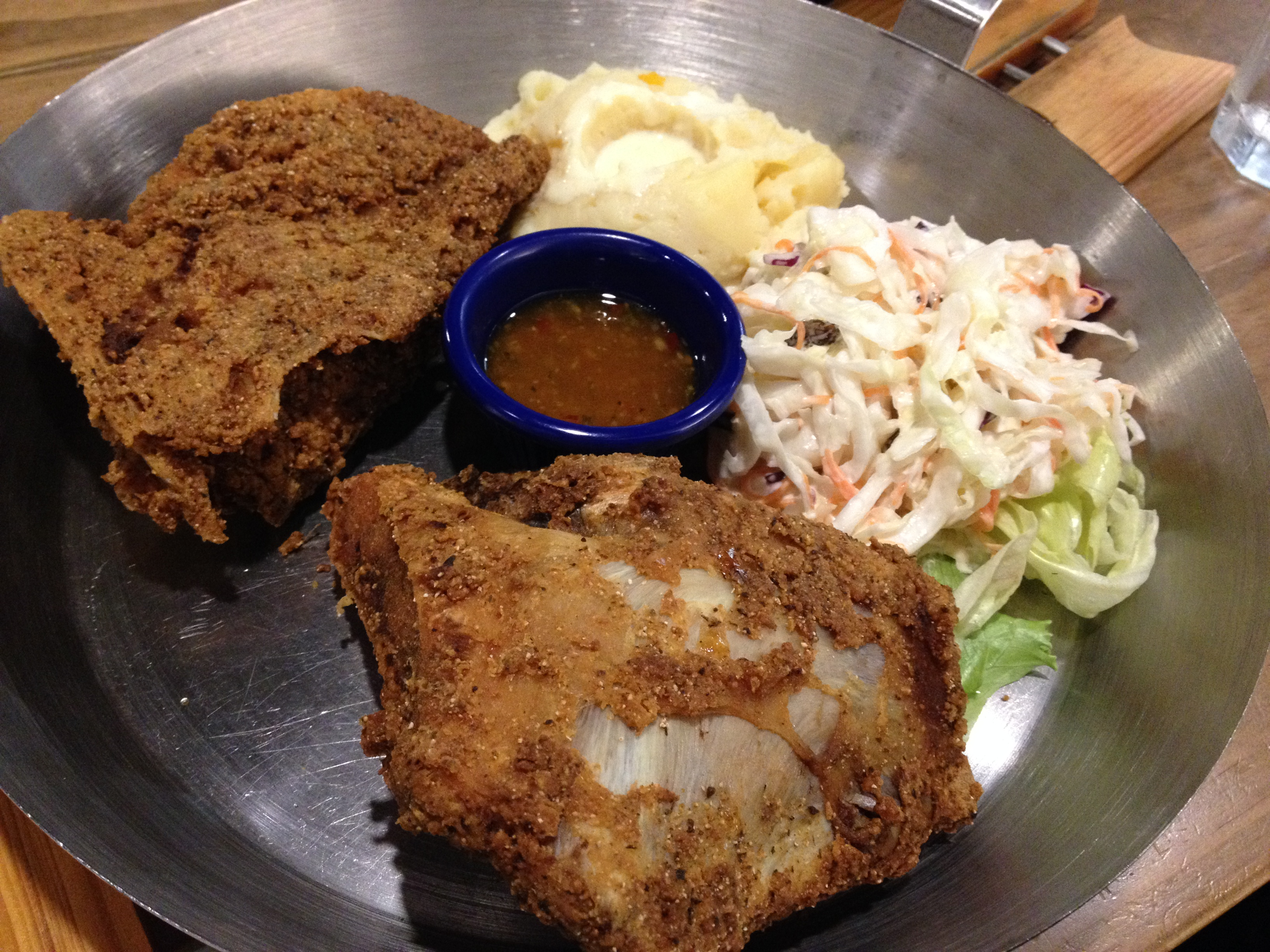
القلي العميق ل سمك السيف
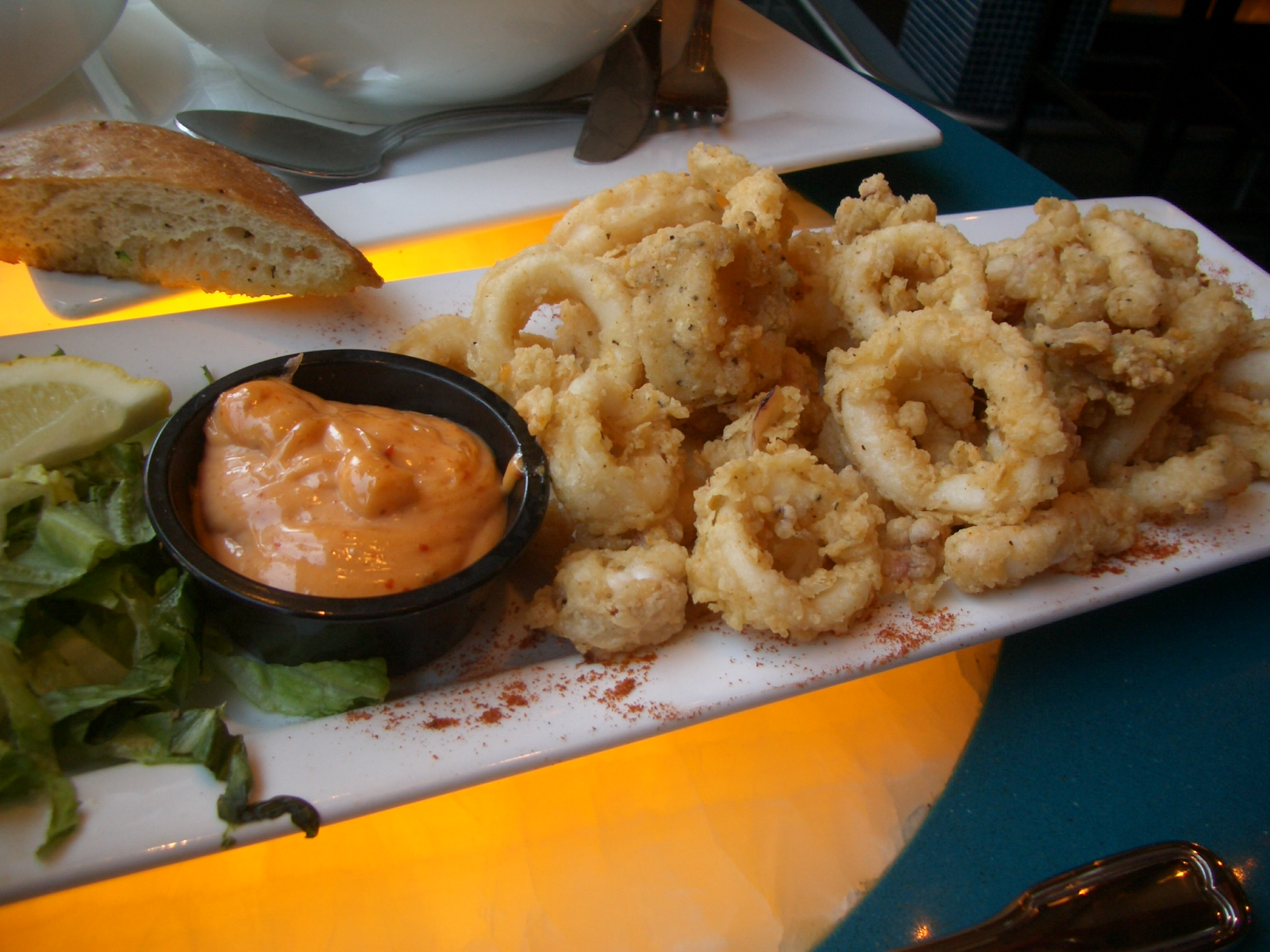
Breaded, deep-fried سبيدج

### أفريقيا
في شمال أفريقيا، تعتبر الأطباق المقلية جزءًا من المطبخ. من الأطعمة الشائعة في هذه المنطقة الفطائر المقلية، والتي يشار إليها أيضًا باسم «الإسفنج». في شرق أفريقيا، يعد الطعام المقلي شائعًا، ويُطهى في أواني من الزهر أو الخزف. القلي في الخليط شائع. تخصص أوغندا في نوع من المقليات يسمى Mandazi. في مناطق جنوب إفريقيا، تشمل أطعمة الشوارع البطاطا المقلية ورقائق الكسافا. تشمل الأطعمة المقلية في دولة جنوب إفريقيا الأسماك والبطاطا المقلية، vetkoek وkoeksisters، من بين أشياء أخرى.

### آسيا

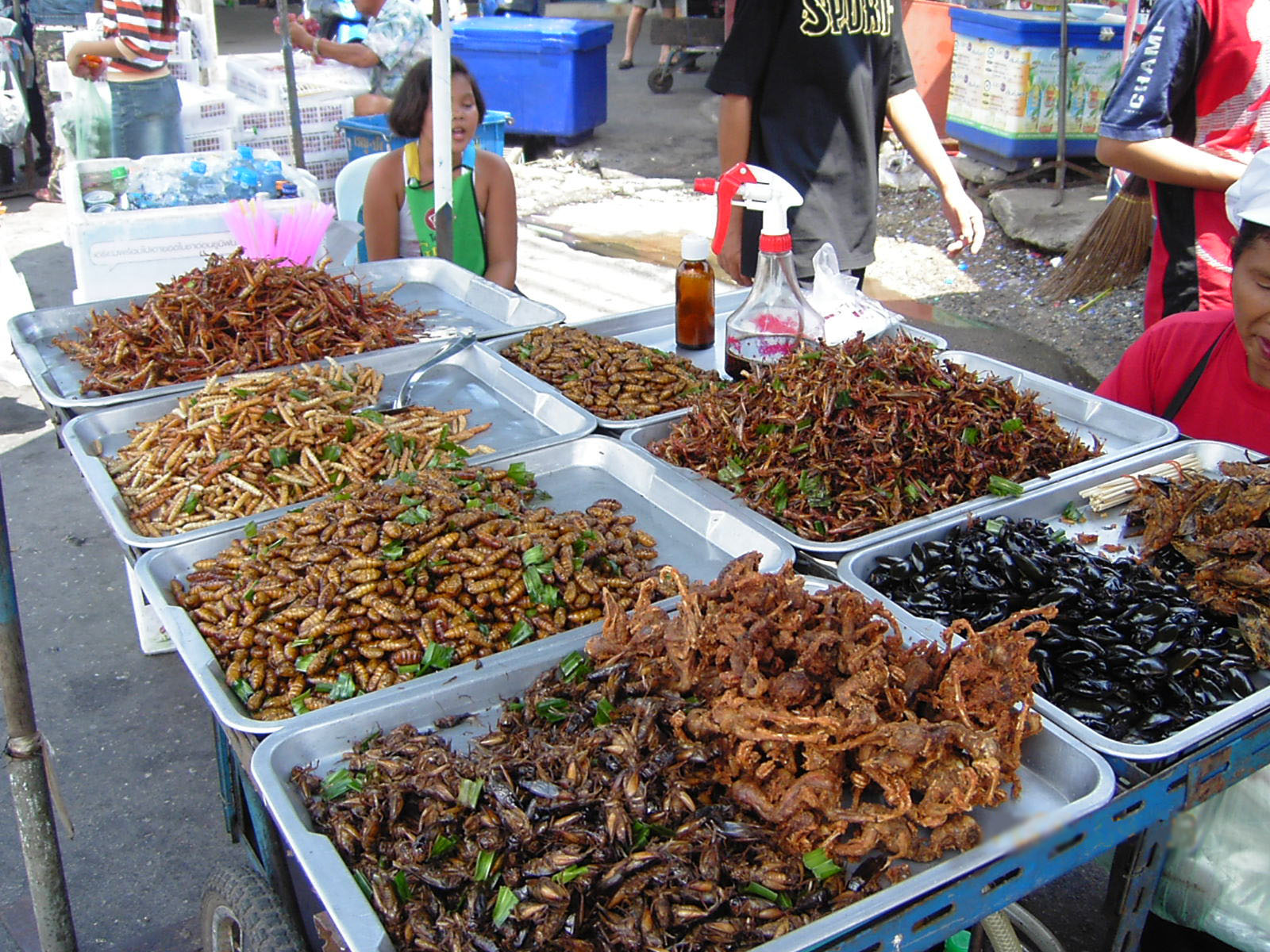
Deep-fried insects for human consumption sold at food stall in Bangkok، تايلاند

تُعد تمبورا اليابانية هي طعام مقلية شهيرة تتكون بشكل عام من الخضار والمأكولات البحرية المقلية والمقلية. تشمل الأطباق اليابانية المقلية، أجيمونو، أنماطًا أخرى إلى جانب تمبورا، مثل كاراج، وكوروكي، وكوشيكاتسو، وتونكاتسو.
في مناطق جنوب شرق آسيا مثل تايلاند، عادة ما يتم قلي الحشرات للاستهلاك البشري. أصبحت أصناف الوجبات السريعة ذات النمط الغربي مثل الكعك والدجاج المقلي والبطاطا المقلية شائعة في آسيا.
عادة ما يتم تناول الأسماك المقلية والتوفو وتشو جي في المطبخ الفيتنامي. يستخدم القلي العميق أيضًا في صنع عدة أنواع من البان، بما في ذلك بانه ران (كرة الأرز المقلية)، بانه كام (كرة السمسم)، بانه تيو (دونات مجوفة)، بانه روي (فطيرة البطاطا الحلوة)، بانه تشوي تشيان (فطيرة الموز) وHồ Tây - style bánh tôm (فطيرة الجمبري) وbánh gối (كعكة الوسادة).
يتم تناول أصابع العجين المقلية، والمعروفة باسم youtiao بالصينية، في العديد من مطابخ شرق وجنوب شرق آسيا. في هونغ كونغ، تعتبر أمعاء الخنازير المقلية طعامًا شائعًا. في جنوب آسيا، الوجبات الخفيفة المقلية هي السمبوسة والجليبي والباكورا.

### أوروبا

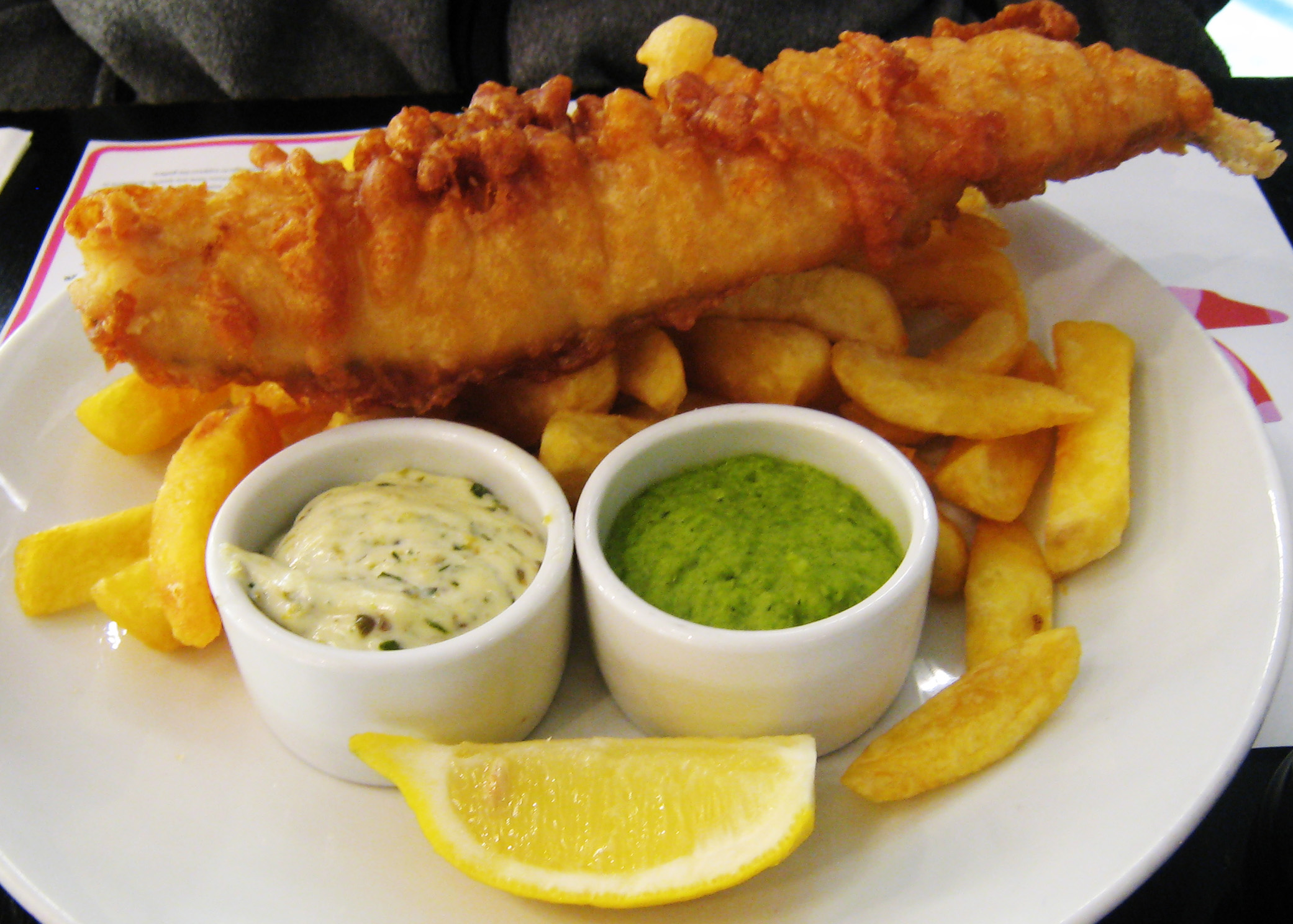
Fish and chips

تستخدم العديد من الدول في أوروبا زيت بذور اللفت النقي أو المهدرج للقلي العميق. نشأ شريط المريخ المقلي في اسكتلندا، حيث ادعى The Carron Fish Bar في ستونههافن أنه اخترعه في أوائل التسعينيات. السمك والبطاطا طبق مقلي شائعًا جدًا في إنجلترا منذ نشأته في لندن في القرن التاسع عشر وأصبح شائعًا بين الطبقة العاملة. تستمر شعبيتها مع 229 مليون قطعة من السمك ورقائق البطاطس تُباع سنويًا في إنجلترا. هناك معرض تجاري سنوي مخصص للأطعمة المقلية يسمى الندوة الدولية حول القلي العميق للدهون والتي تتميز بمناقشات حول القلي العميق للدهون وكذلك المعارض من قبل الشركات المشاركة في هذه العملية. تتطلب التقاليد البلجيكية أن تكون البطاطس المقلية مقلية بعمق في دهون الماشية المفلترة، ويُطلق عليها محليًا بلانك دي بوف أو أوسويت.

### أمريكا الشمالية
في الولايات المتحدة، غالبًا ما يستخدم زيت فول الصويا في القلي العميق. Beignets، في الأصل طبق فرنسي، هي معجنات مقلية شهيرة في مدينة نيو أورلينز الأمريكية. لطالما كان الطعام المقلي جزءًا أساسيًا من ثقافة الجنوب الأمريكي حيث تقدم العديد من المطاعم الأطعمة المقلية فقط. قال صاحب أحد هذه المطاعم إن الطعام المقلي «في الجنوب هو أسلوب حياة». تعد الوجبات السريعة من أكثر الطرق شيوعًا لاستهلاك الأطعمة المقلية في أمريكا الشمالية.
تحظى الأطعمة المقلية الحديثة بشعبية كبيرة اليوم في المعارض الأمريكية، وخاصة تلك الموجودة في الجنوب الأمريكي. يتم تقديم المئات من العناصر في هذه المعارض. تشمل بعضها المقلية والزبدة. بالإضافة إلى ذلك، يمكن استخدام القلي العميق كشكل من أشكال العمل الفني عن طريق قلي الأشياء غير الصالحة للأكل، مثل الإلكترونيات. فنانون مثل Henry Hargreaves لديهم نسخ طبق الأصل مقلية من العناصر الإلكترونية مثل iPads وGame Boys وأجهزة الكمبيوتر المحمولة.
تقام مسابقات الطعام المقلية بشكل متكرر في معارض مثل معرض ولاية تكساس، حيث يقامون مسابقة سنوية للأطعمة المقلية الأكثر إبداعًا. ومن بين الفائزين البارزين في الماضي، الكوكا المقلية والزبدة المقلية، وكلاهما اخترعهما أبيل غونزاليس. منذ عام 2013، أقام برنامج منافسة للواقع الأمريكي يسمى ديب فرايد ماسترز، من إنتاج شركة ديسكفري نتوركس، مسابقات القلي العميق في العديد من المعارض الحكومية في جميع أنحاء البلاد.

### اوقيانوسيا
قد توفر ألواح الحليب في أستراليا عدة أنواع من الأطعمة المقلية جنبًا إلى جنب مع أنواع أخرى من الأطعمة.

### أمريكا الجنوبية

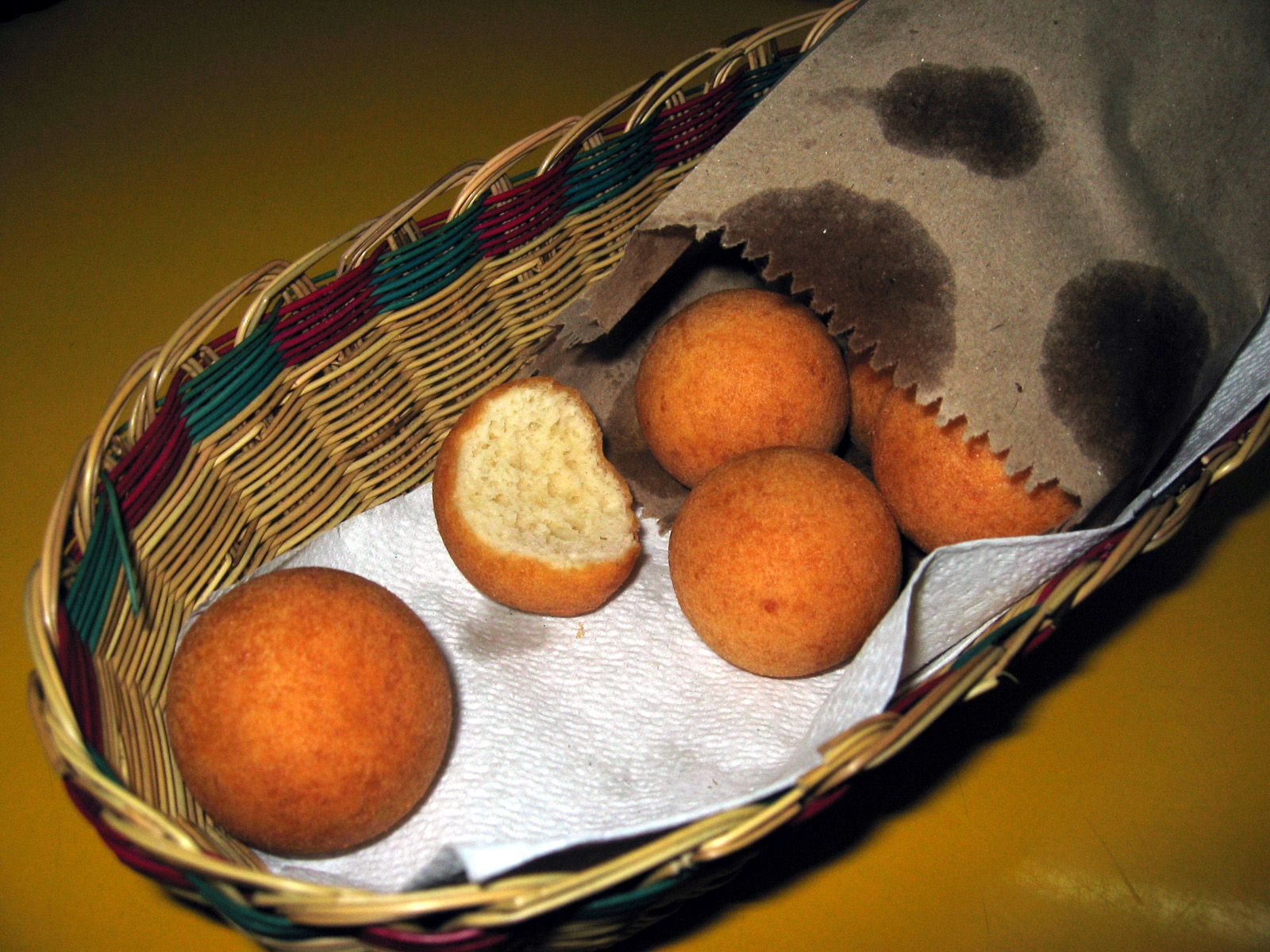
بونيويلو

البونيويلو، كرة العجين المقلية المشهورة في أمريكا الوسطى واليونان، هي وجبة خفيفة مقلية وطعام الشارع في أمريكا الجنوبية. حلوى بيكارونا في البيرو نشأت في الفترة الاستعمارية، هي كعكات مقلية مصنوعة من اليقطين والبطاطا الحلوة، وهي شائعة في بيرو وتشيلي، خاصة خلال مهرجانات الحصاد.

## تلف الزيت والتغييرات الكيميائية
يتضمن القلي العميق بالدهون تسخين الزيت إلى درجات حرارة تزيد عن 180 درجة مئوية في وجود الرطوبة والهواء. يمكن أن تؤدي هذه الظروف إلى سلسلة من التفاعلات الكيميائية المعقدة التي قد تؤثر على جودة كل من الطعام والزيت الذي يتم طهيه فيه. وتشمل أمثلة التفاعلات الكيميائية المختلفة إنتاج الجذور الحرة والأكسدة والتحلل المائي والمصاوغة والبلمرة. تعتمد التفاعلات الدقيقة على عوامل مثل نوع الزيت وظروف القلي والطعام الذي يتم طهيه. عند القلي يمكن أن يهاجم الماء ارتباط الإستر بثلاثي الجلسرين triacylglycerols، مما ينتج عنه ثنائي وأحادي الجلسرين، والجلسرين، والأحماض الدهنية الحرة (نوع من تفاعل التحلل المائي). يتم تعزيز تفاعل التحلل المائي السابق ذكره بواسطة الأحماض الدهنية المنتجة والمركبات الحمضية منخفضة الوزن الجزيئي الأخرى.
يؤدي ارتفاع درجة حرارة زيت القلي أو الإفراط في استخدامه إلى تكوين منتجات مذاق زنخ من الأكسدة والبلمرة ومركبات أخرى ضارة أو غير مقصودة أو حتى سامة مثل مادة الأكريلاميد (من الأطعمة النشوية). تشير الأبحاث الحديثة إلى أن تدهور الدهون قد يكون أسوأ عندما يتم قلي الدهون أو الزيت بالطعام مقارنةً بفحص الدهون أو الزيت بمفرده في المختبر. يساعد القلي العميق تحت التفريغ على تقليل تكوين مادة الأكريلاميد بشكل كبير، ولكن هذه العملية لا تُستخدم على نطاق واسع في صناعة المواد الغذائية نظرًا لارتفاع تكلفة الاستثمار.
ومن الاختبارات والمؤشرات المفيدة للتدهور المفرط في الزيت:
- الاختبار الحسي - السوادي، الدخان، الرغوة، السماكة، اختبار التزنخ. هذه هي الطريقة الأكثر موثوقية لتحديد وقت تغيير الزيت لأن هذه عوامل فردية للغاية ويمكن أن تعتمد على أسباب مختلفة.
- شرائط الاختبار - حدد وقت تغيير الزيت اعتمادًا على (الأحماض الدهنية الحرة) FFA فقط
- جهاز اختبار الزيت - أداة قياس لتحديد نقطة تغيير الزيت بدقة بواسطة TPM / TPC (إجمالي المواد / المركبات القطبية)
- المختبر - الحموضة، قيمة p-Anisidine، اللزوجة، المركبات القطبية الكلية، الدهون الثلاثية البوليمرية.

تتوفر الأدوات التي تشير إلى إجمالي المركبات القطبية، والتي تُعد حاليًا أفضل مقياس deep-fried an object، بدقة كافية لاستخدام المطاعم والصناعة.

## المخاطر

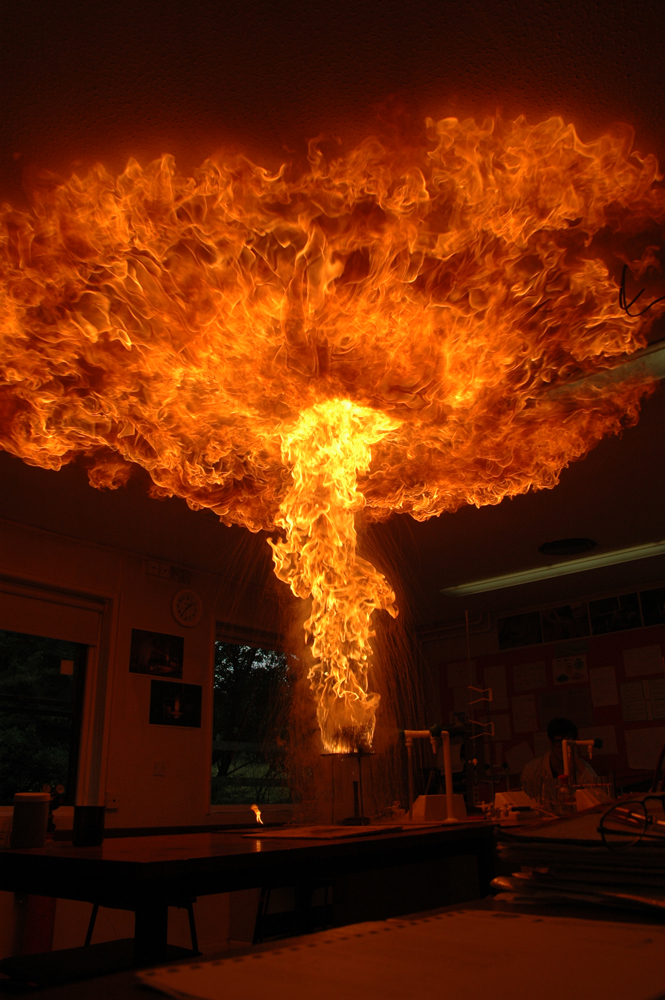
بسبب القلي العميق، يمكن أن تكون الحرائق شديدة جدًا، حيث تكون حرائق المقالي السبب الرئيسي لحرائق المنازل في المملكة المتحدة.

من المعروف أن الزيت وزيت الطهي قابل للاشتعال، وقد تتسبب الحرائق في اشتعاله عند درجة حرارة عالية جدًا. أيضا تتسبب محاولات إطفاء حريق الزيت بالماء فقط في حالة خطيرة للغاية وهي الغليان، حيث تتسبب في وميض الماء في البخار بسبب ارتفاع حرارة الزيت، مما يؤدي بدوره إلى إرسال الزيت المحترق في جميع الاتجاهات وبالتالي تفاقم نار. هذا هو السبب الرئيسي لحرائق المنازل في المملكة المتحدة. وبدلاً من ذلك، يجب إطفاء حرائق الزيت باستخدام مطفأة حريق غير مائية أو بالاختناق. تشمل الوسائل الأخرى لإطفاء حريق الزيت استخدام المسحوق الجاف (مثل صودا الخبز والملح) أو رغوة مكافحة الحرائق. معظم المقالي العميقة التجارية مجهزة بأنظمة إخماد حريق أوتوماتيكية باستخدام الرغوة.
يمكن أن يتسبب زيت الطهي الساخن المنسكب أيضًا في حروق شديدة من الدرجة الثالثة، وفي أسوأ الحالات، يمكن أن تكون الحروق الشديدة مميتة. إن درجات الحرارة المرتفعة وميل الزيت للالتصاق بالجلد يجعل زيت الطهي الساخن المنسكب أكثر خطورة بكثير من الماء الساخن المنسكب. يمكن للأطفال وضع أيديهم عن طريق الخطأ فوق الموقد، أو اللعب بالمواد أثناء الطهي، أو سحب القدر لأسفل عن طريق الخطأ، مما قد يتسبب في إصابة خطيرة. يجب توخي أقصى درجات الحذر عند القلي العميق في وجود الأطفال، وذلك لحماية سلامتهم في جميع الأوقات.
s.

### البيئة

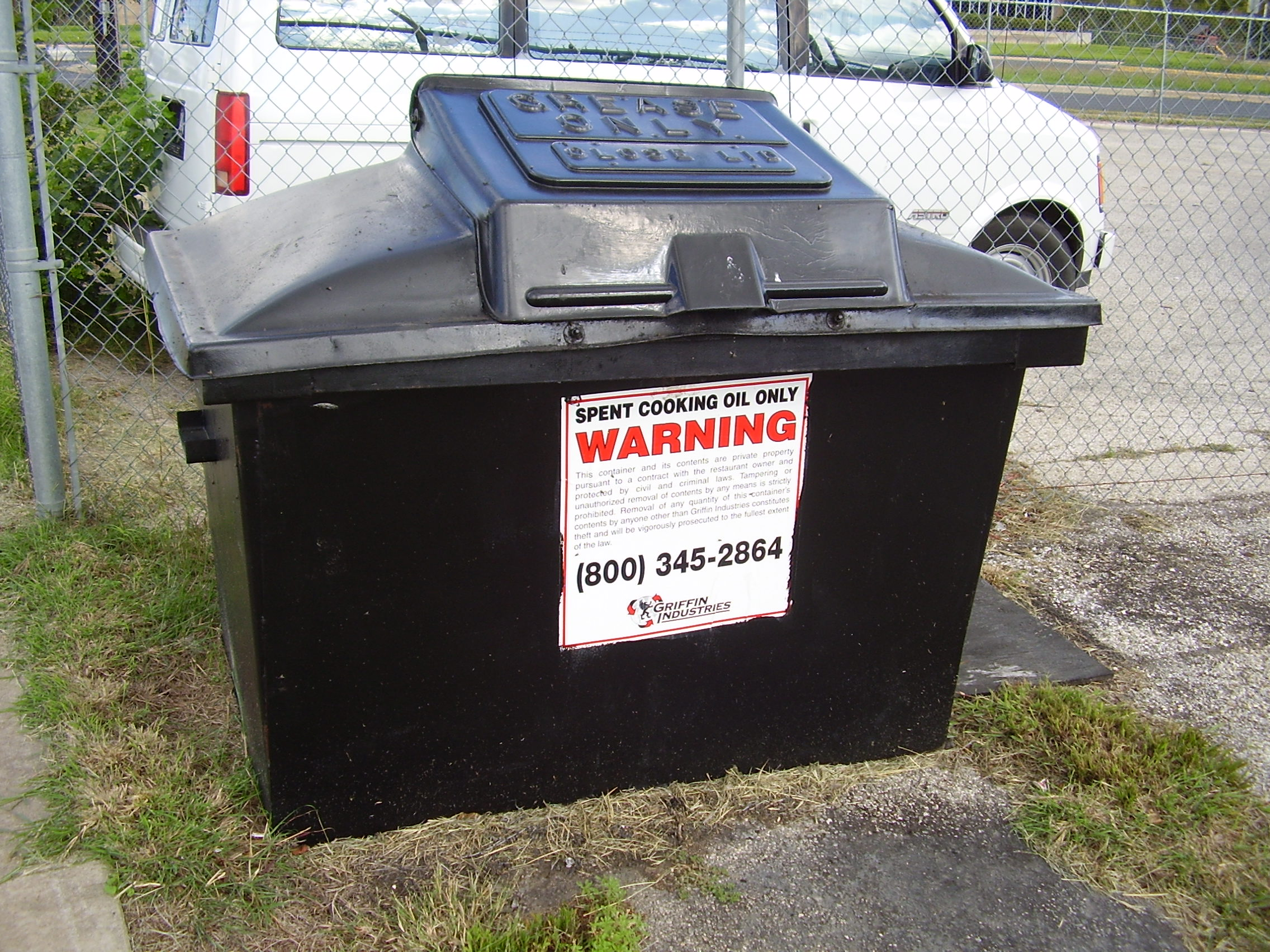
صندوق لزيت الطهي المستهلك في أوستن في ولاية تكساس، تديره شركة إعادة تدوير

ينتج عن القلي العميق كميات كبيرة من نفايات الزيوت، والتي يجب التخلص منها بشكل صحيح. يمكن أن تساهم نفايات الزيوت في إنشاء Fatberg، وأنظمة الصرف الصحي الفائضة، والربط بجدران أنابيب الصرف الصحي، والتدخل في معالجة مياه الصرف الصحي. يتم إعادة تدوير زيت النفايات من القلي العميق بشكل متزايد وتكريره إلى وقود الديزل الحيوي. تحتوي ثمرة البطاطا المخزنة في مستودعات رطبة بشكل اصطناعي على كمية أكبر من الماء، مما يجعل الوقت اللازم لقليها عميقًا وتحويلها إلى رقائق أطول. يؤدي هذا إلى زيادة انبعاثات ثاني أكسيد الكربون الناتجة عن إنتاج الرقائق تجاريًا لأن هناك حاجة إلى مزيد من الطاقة الكهربائية والحرارية للقلي لفترة أطول. وفقًا لأحد المصادر، تستهلك المقلاة العميقة في جهاز منزلي متوسط 2000 واط..

#### الصحة
تعتبر عملية القلي العميق للطعام بشكل عام ضارة بقيمته الغذائية. عادةً ما تحتوي الزيوت التي تمتصها الأطعمة في خليطها على كميات كبيرة من الدهون، خاصة الدهون المشبعة والدهون المتحولة. تم ربط استهلاك كميات كبيرة من الدهون المشبعة والمتحولة بزيادة مخاطر الإصابة ببعض أنواع السرطان بما في ذلك سرطان البروستات. ارتبط تناول الأطعمة المقلية أيضًا بارتفاع مستويات الكوليسترول والسمنة والنوبات القلبية والسكري. يمكن أن تحتوي الأطعمة المقلية المطبوخة في درجات حرارة معينة أيضًا على مادة الأكريلاميد، وهي مادة مسرطنة محتملة. بالإضافة إلى ذلك، تؤدي عمليات تحلل الدهون (بيروكسيد الدهون) أثناء القلي العميق إلى فقدان القيمة الغذائية في الأطعمة المقلية. بالإضافة إلى ذلك، قد يتسبب زيت الطهي الذي تم استخدامه لفترة طويلة في ارتفاع ضغط الدم وتضخم الأوعية الدموية..
تستخدم الدهون المتحولة في السمن للقلي في المطاعم، حيث يمكن استخدامها لفترة أطول من معظم الزيوت التقليدية قبل أن تصبح فاسدة. في أوائل القرن الحادي والعشرين، أصبحت الزيوت النباتية غير المهدرجة التي يزيد عمرها عن عمر سمن القلي متوفرة. نظرًا لأن سلاسل الوجبات السريعة تستخدم بشكل روتيني دهونًا مختلفة في مواقع مختلفة، يمكن أن يكون لمستويات الدهون المتحولة في الوجبات السريعة اختلافات كبيرة.
وجدت بعض الدراسات أن القلي العميق بزيت الزيتون وعباد الشمس وجد أنه أقل ضررًا بالصحة وفي بعض الحالات يكون له آثار إيجابية على مستويات الأنسولين. يمكن إعادة استخدام الزيت عدة مرات بعد الاستخدام الأصلي بعد تصفية المواد الصلبة. ومع ذلك، فإن الاستخدام المفرط لنفس الزيت يمكن أن يؤدي إلى تكسيره وإطلاق مركبات في الطعام قد تكون مسرطنة أو تؤثر على صحة الكبد أو تؤثر على قدرة الجسم على امتصاص الفيتامينات. وضعت بعض الدول الأوروبية معايير للصحة العامة لسلامة زيت القلي..

## معرض صور

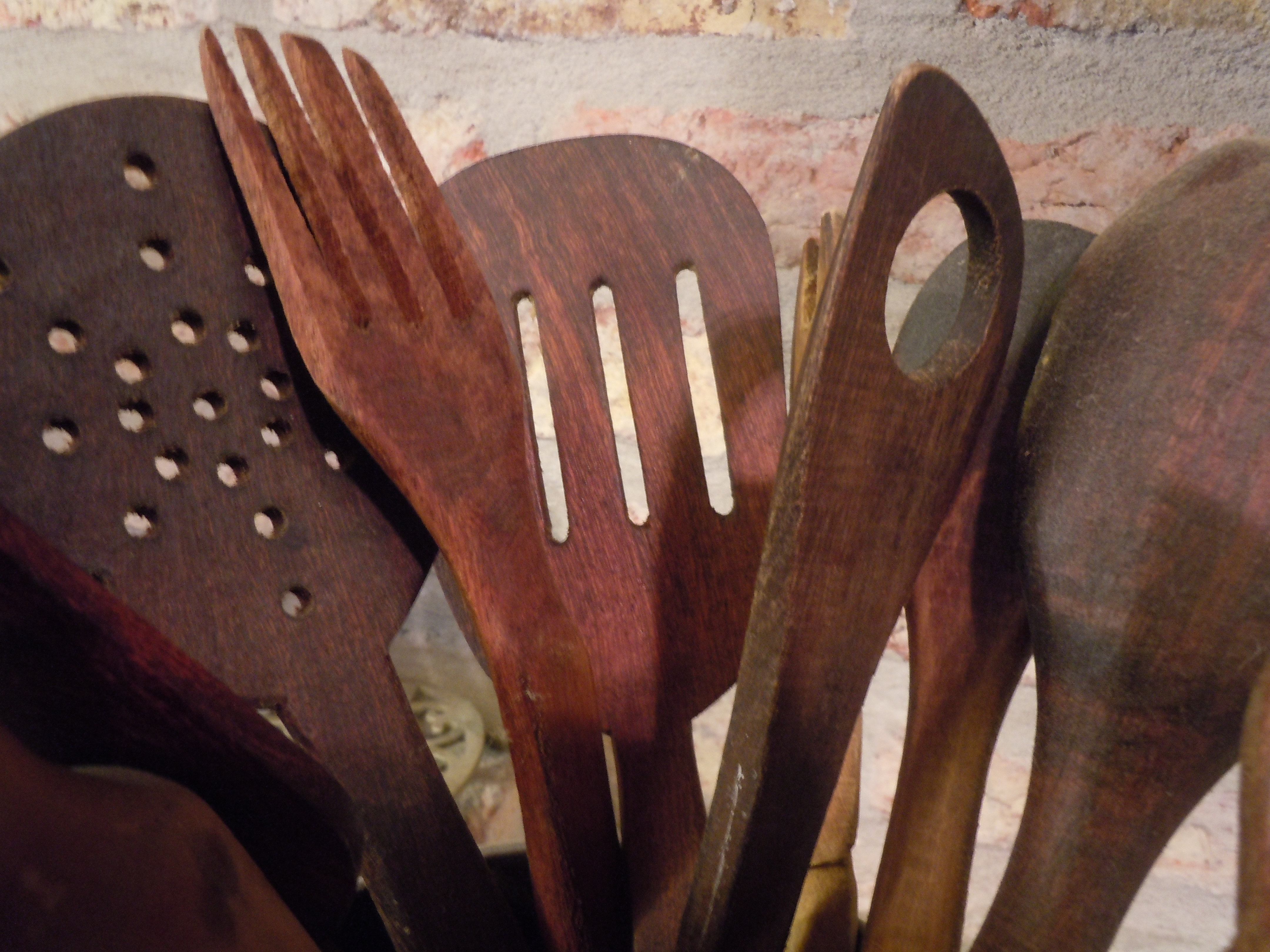
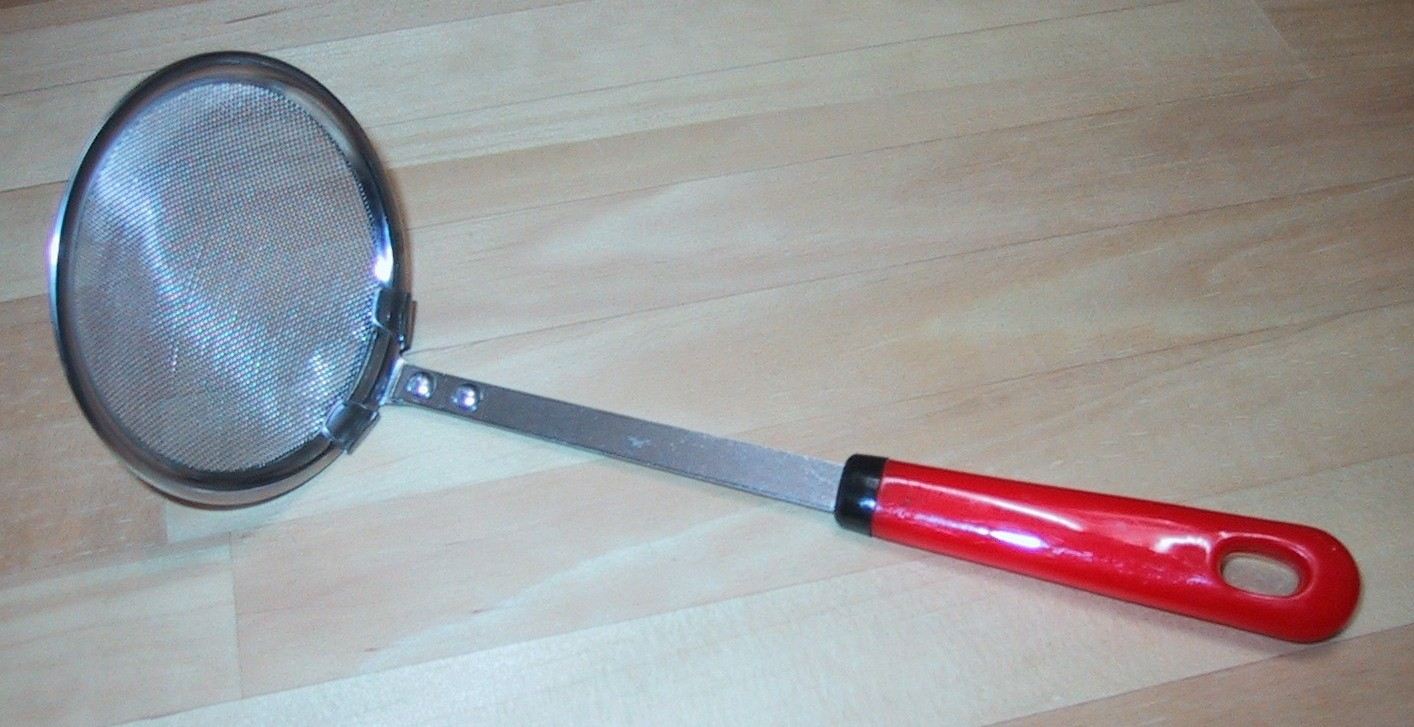
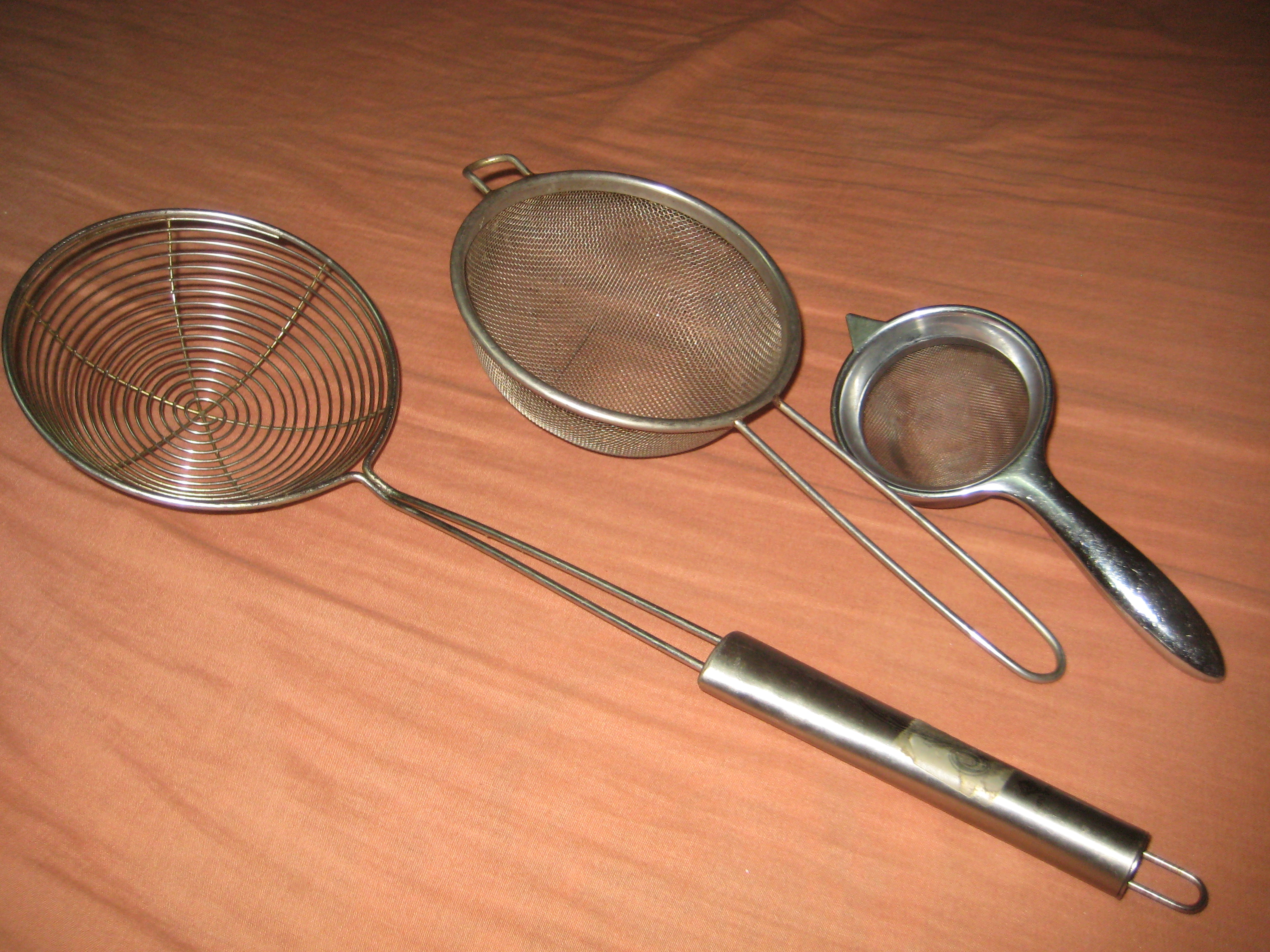
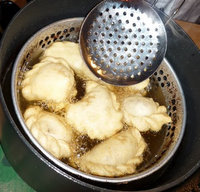
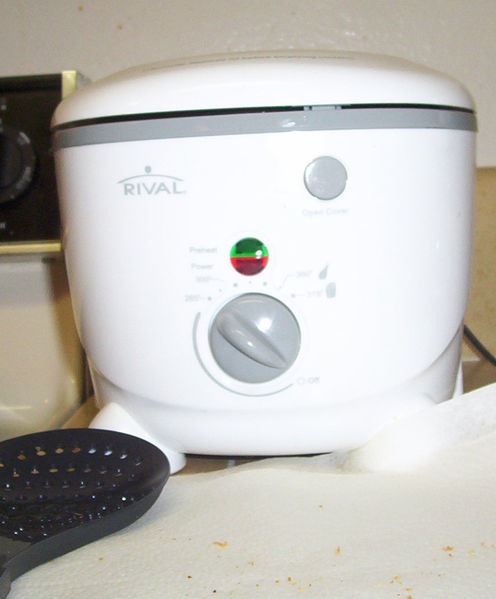
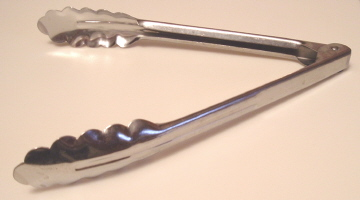